# Rihanna/Auszeichnungen für Musikverkäufe

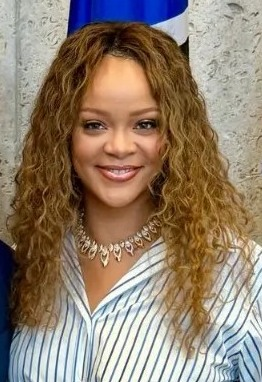
Rihanna (2024)

Dies ist eine Übersicht über die Auszeichnungen für Musikverkäufe der aus Barbados stammenden R&B-Sängerin Rihanna. Die Auszeichnungen finden sich nach ihrer Art (Gold, Platin usw.), nach Staaten getrennt in chronologischer Reihenfolge, geordnet sowie nach den Tonträgern selbst, ebenfalls in chronologischer Reihenfolge, getrennt nach Medium (Alben, Singles usw.), wieder.

## Auszeichnungen
| - Vereinigtes Königreich - 2016: für die Single What Now - 2023: für die Single If It’s Lovin’ That You Want - 2023: für das Lied Woo - 2024: für die Single Nobody’s Business - 2025: für die Single We Ride - 2025: für das Lied Yeah, I Said It - 2025: für das Lied Skin - Australien - 2007: für die Single Unfaithful - 2012: für die Single Talk That Talk - 2016: für die Single Famous - Belgien - 2007: für die Single Unfaithful - 2007: für das Album A Girl Like Me - 2009: für die Single Disturbia - 2010: für das Album Rated R - 2010: für die Single Love the Way You Lie - 2011: für die Single Who’s that Chick? - 2011: für die Single Rude Boy - 2011: für die Single Man Down - 2011: für das Album Talk That Talk - 2012: für die Single Where Have You Been - 2012: für das Album Unapologetic - 2014: für die Single The Monster - 2017: für die Single Love on the Brain - 2023: für die Single Lift Me Up - Brasilien - 2008: für das Videoalbum Good Girl Gone Bad Live - 2013: für das Videoalbum Loud Tour Live at the O₂ - 2015: für das Album Unapologetic - 2015: für das Videoalbum Rihanna 777: Documentary – 7Countries 7Days 7Shows - 2016: für das Album Anti - 2020: für die Single Believe It - 2024: für das Lied Love The Way You Lie (Part II) - 2024: für die Single If I Never See Your Face Again - 2024: für die Single Take Care - 2024: für die Single All of the Lights - 2024: für die Single Famous - 2024: für das Lied Skin - 2024: für die Single Talk That Talk - 2024: für die Single If It’s Lovin’ That You Want - 2024: für die Single Sex with Me - 2024: für die Single Loveeeeeee Song - 2024: für die Single S&M (Remix) - 2024: für die Single Sledgehammer - 2024: für die Single American Oxygen - 2024: für das Lied Yeah, I Said It - 2024: für das Lied Same Ol’ Mistakes - 2024: für das Lied Woo - 2024: für die Single Run this Town - Dänemark - 2009: für die Single Live Your Life - 2009: für die Single Rehab - 2010: für die Single Russian Roulette - 2011: für das Streaming Love the Way You Lie - 2011: für das Streaming Only Girl (In the World) - 2012: für die Single Princess of China - 2012: für die Single Where Have You Been - 2013: für die Single Take Care - 2013: für das Streaming You da One - 2013: für das Streaming Right Now - 2014: für die Single The Monster - 2014: für das Streaming Run this Town - 2014: für das Streaming What Now - 2015: für die Single American Oxygen - 2019: für die Single Selfish - 2020: für die Single Sex with Me - 2020: für die Single California King Bed - 2021: für die Single What’s My Name? - 2021: für die Single Hate That I Love You - 2021: für die Single Believe It - 2022: für die Single Loyalty. - 2022: für das Lied Desperado - 2022: für die Single Kiss It Better - 2023: für die Single Pour It Up - 2023: für die Single Who’s that Chick? - 2023: für die Single Lift Me Up - 2024: für die Single Te Amo - 2024: für die Single Loveeeeeee Song - Deutschland - 2011: für die Single Who’s that Chick? - 2011: für das Album Talk That Talk - 2017: für die Single Bitch Better Have My Money - 2018: für die Single SOS - 2018: für die Single Take a Bow - 2018: für die Single Russian Roulette - 2018: für die Single Rude Boy - 2018: für die Single Te Amo - 2018: für die Single What’s My Name? - 2018: für die Single California King Bed - 2018: für die Single Needed Me - 2018: für die Single Too Good - 2019: für das Album Music of the Sun - 2023: für das Album Anti - 2023: für die Single Take Care - 2023: für die Single All of the Lights - 2023: für die Single Famous - 2023: für die Single Run this Town - 2023: für die Single Hate That I Love You - 2023: für die Single Shut Up and Drive - Finnland - 2008: für das Album Good Girl Gone Bad - 2008: für die Single Don’t Stop the Music - 2011: für die Single Who’s that Chick? - 2011: für die Single S&M - Frankreich - 2015: für die Single Bitch Better Have My Money - 2015: für die Single FourFiveSeconds - 2022: für das Lied Desperado - 2022: für die Single Kiss It Better - 2022: für die Single Loyalty. - 2023: für die Single Famous - 2024: für die Single Consideration - 2025: für die Single Sex with Me - GCC - 2010: für das Album Rated R - 2010: für das Album Loud - Griechenland - 2009: für das Album Good Girl Gone Bad - 2023: für die Single Bitch Better Have My Money - 2023: für die Single We Found Love - 2023: für die Single Diamonds - 2023: für die Single Needed Me - 2023: für die Single Where Have You Been - 2023: für die Single Only Girl (In the World) - 2025: für die Single Breakin’ Dishes - Italien - 2010: für die Single Rude Boy - 2011: für die Single What’s My Name? - 2011: für die Single Who’s that Chick? - 2013: für das Album Rated R - 2017: für die Single Famous - 2021: für die Single Disturbia - 2021: für die Single Pon de Replay - 2023: für die Single Lift Me Up - 2023: für die Single Live Your Life - 2024: für die Single Run this Town - 2024: für die Single All of the Lights - Japan - 2005: für das Album Music of the Sun - 2006: für das Album A Girl Like Me - 2008: für die Single Umbrella (Mobile Downloads) - 2011: für das Album Loud - 2012: für die Single Love the Way You Lie (Mobile Downloads) - 2012: für das Album Talk That Talk - 2014: für die Single Take a Bow (Digital) - 2016: für die Single California King Bed (Digital) - 2017: für die Single SOS (Digital) - Kanada - 2012: für die Single Diamonds - 2014: für die Single If I Never See Your Face Again - Mexiko - 2008: für das Album Good Girl Gone Bad - 2013: für das Album Unapologetic - 2013: für die Single Princess of China - Neuseeland - 2007: für die Single Hate That I Love You - 2009: für die Single Rehab - 2010: für die Single Russian Roulette - 2011: für die Single California King Bed - 2012: für die Single Princess of China - 2014: für die Single Jump - 2014: für die Single Talk That Talk - 2016: für die Single Can’t Remember to Forget You - 2020: für die Single Believe It - 2023: für die Single Lift Me Up - 2023: für das Lied Love The Way You Lie (Part II) - Niederlande - 2008: für das Album Good Girl Gone Bad - Norwegen - 2010: für das Album Rated R - Österreich - 2011: für das Album Loud - 2011: für die Single Who’s that Chick? - 2012: für das Album Talk That Talk - 2012: für die Single Diamonds - 2015: für die Single FourFiveSeconds - 2017: für die Single Wild Thoughts - Polen - 2006: für das Album A Girl Like Me - 2009: für das Album Rated R - 2015: für die Single American Oxygen - 2020: für die Single Lemon - 2023: für das Lied Desperado - 2024: für die Single Kiss It Better - Portugal - 2008: für das Album Good Girl Gone Bad - 2011: für das Album Loud - 2013: für das Album Unapologetic - 2022: für die Single Believe It - 2022: für die Single The Monster - 2023: für die Single Lift Me Up - Russland - 2010: für das Album Rated R - 2011: für das Album Loud - Schweden - 2007: für die Single SOS - 2007: für die Single Unfaithful - 2007: für die Single Pon De Replay - 2008: für das Album Good Girl Gone Bad - 2010: für die Single Disturbia - 2012: für die Single You da One - 2012: für die Single Talk That Talk - 2012: für die Single Cheers (Drink to That) - 2016: für das Album Anti - 2016: für die Single Love on the Brain - 2017: für die Single Selfish - Schweiz - 2006: für die Single Unfaithful - 2007: für die Single Umbrella - 2010: für die Single Russian Roulette - 2010: für die Single Rude Boy - 2010: für die Single Te amo - 2011: für die Single What’s My Name? - 2011: für die Single Man Down - 2011: für die Single California King Bed - 2014: für die Single Can’t Remember to Forget You - Singapur - 2019: für das Album Anti - 2019: für das Album Talk That Talk - 2021: für das Album Rated R - Spanien - 2009: für die Single Disturbia - 2010: für die Single Russian Roulette - 2011: für die Single Who’s that Chick? - 2011: für das Album Loud - 2011: für das Album Talk That Talk - 2013: für das Album Unapologetic - 2014: für das Streaming Diamonds - 2024: für die Single Lift Me Up - 2024: für die Single Pon de Replay - 2024: für die Single Princess of China - 2024: für die Single Rude Boy - 2024: für die Single Man Down - Ungarn - 2006: für das Album A Girl Like Me - 2011: für das Album Loud - 2012: für das Album Talk That Talk - 2013: für das Album Unapologetic - Vereinigte Staaten - 2006: für den Mastertone SOS - 2009: für das Videoalbum Good Girl Gone Bad Live - 2015: für die Single Break It Off - 2015: für die Single Right Now - 2015: für die Single If It’s Lovin’ That You Want - 2015: für die Single We Ride - 2015: für die Single Te Amo - 2021: für das Lied Never Ending - 2021: für das Lied Close To You - 2021: für das Lied James Joint - 2021: für das Lied Love The Way You Lie (Part II) - 2021: für das Lied Skin - 2021: für das Lied Woo - 2021: für die Single S&M (Remix) - 2022: für die Single Nothing Is Promised - Vereinigtes Königreich - 2006: für das Album Music of the Sun - 2022: für die Single Loyalty. - 2022: für die Single You da One - 2022: für die Single Lemon - 2023: für die Single Pour It Up - 2023: für die Single Cheers (Drink to That) - 2023: für das Lied Desperado - 2024: für die Single Sex with Me - 2024: für die Single Fly - 2024: für die Single Lift Me Up - 2025: für das Lied Love The Way You Lie (Part II) - 2025: für die Single Talk That Talk - 2025: für die Single Breakin’ Dishes - 2025: für die Single Consideration | - Australien - 2006: für die Single Pon De Replay - 2006: für das Album A Girl Like Me - 2009: für die Single Live Your Life - 2010: für das Album Rated R - 2010: für das Videoalbum Good Girl Gone Bad Live - 2010: für die Single Run this Town - 2011: für die Single What’s My Name? - 2012: für die Single You da One - 2012: für das Album Talk That Talk - 2012: für die Single Princess of China - 2013: für das Album Unapologetic - 2013: für die Single What Now - 2014: für die Single Jump - 2014: für die Single If I Never See Your Face Again - 2015: für die Single Right Now - 2015: für die Single Russian Roulette - 2015: für die Single Te amo - 2015: für die Single Hate That I Love You - 2016: für die Single Bitch Better Have My Money - 2016: für die Single Needed Me - 2017: für die Single Selfish - 2018: für die Single Lemon - 2019: für die Single Can’t Remember to Forget You - 2022: für das Album Anti - Belgien - 2007: für die Single Umbrella - 2008: für die Single Don’t Stop the Music - 2011: für das Album Loud - 2011: für die Single Only Girl (In the World) - 2012: für die Single We Found Love - 2013: für die Single Diamonds - 2013: für die Single S&M - 2015: für die Single Stay - 2016: für die Single FourFiveSeconds - 2016: für die Single Work - 2016: für die Single Too Good - 2017: für die Single Wild Thoughts - Brasilien - 2012: für das Album Talk That Talk - 2013: für das Album Loud - 2022: für die Single Lift Me Up - 2024: für die Single Too Good - 2024: für die Single Loyalty. - 2024: für die Single Fly - 2024: für die Single Unfaithful - 2024: für die Single Consideration - 2024: für die Single Right Now - 2024: für das Lied Desperado - Dänemark - 2007: für die Single Unfaithful - 2007: für die Single SOS - 2008: für die Single Take a Bow - 2008: für die Single Disturbia - 2011: für das Streaming S&M - 2012: für das Streaming Take Care - 2012: für das Streaming Where Have You Been - 2012: für die Single Diamonds - 2013: für das Streaming Princess of China - 2014: für das Streaming Can’t Remember to Forget You - 2021: für die Single Bitch Better Have My Money - 2021: für die Single Famous - 2022: für die Single Pon de Replay - 2022: für die Single All of the Lights - 2023: für die Single Rude Boy - 2023: für das Album Rated R - 2024: für die Single Run this Town - 2025: für die Single Man Down - Deutschland - 2018: für die Single Work - 2019: für das Album A Girl Like Me - 2019: für das Album Rated R - 2023: für die Single Where Have You Been - 2023: für die Single Can’t Remember to Forget You - 2023: für die Single Rehab - 2025: für die Single Love on the Brain - Europa - 2007: für das Album A Girl Like Me - 2010: für das Album Rated R - 2011: für das Album Talk That Talk - Finnland - 2008: für die Single Umbrella - 2013: für die Single Diamonds - Frankreich - 2008: für das Album Good Girl Gone Bad - 2010: für das Album Rated R - 2017: für die Single Too Good - GCC - 2010: für das Album Good Girl Gone Bad - Griechenland - 2023: für die Single Umbrella - 2023: für die Single Love on the Brain - Indonesien - 2012: für das Album Talk That Talk - Irland - 2009: für das Album Rated R - Italien - 2011: für die Single Only Girl (In the World) - 2011: für die Single S&M - 2012: für die Single Te amo - 2012: für die Single Russian Roulette - 2012: für die Single California King Bed - 2012: für die Single Princess of China - 2013: für das Album Loud - 2014: für die Single Where Have You Been - 2014: für die Single Man Down - 2014: für die Single Can’t Remember to Forget You - 2016: für die Single Bitch Better Have My Money - 2016: für die Single Needed Me - 2021: für das Album Unapologetic - 2023: für das Album Talk That Talk - 2023: für die Single Don’t Stop the Music - 2023: für das Album Good Girl Gone Bad - 2023: für die Single Love on the Brain - 2024: für das Album Anti - Japan - 2014: für die Single We Found Love (Digital) - 2015: für das Album Good Girl Gone Bad - Kanada - 2005: für das Album Music of the Sun - 2010: für das Album Rated R - 2016: für die Single Famous - Kolumbien - 2014: für das Album Unapologetic - Mexiko - 2014: für die Single The Monster - 2014: für die Single Can’t Remember to Forget You - 2016: für das Album Anti - Neuseeland - 2008: für die Single Take a Bow - 2009: für die Single Disturbia - 2009: für die Single Live Your Life - 2010: für die Single Rude Boy - 2011: für die Single What’s My Name? - 2011: für die Single Who’s that Chick? - 2011: für die Single Cheers (Drink to That) - 2012: für die Single Take Care - 2015: für die Single You da One - 2016: für die Single Fly - 2017: für die Single Selfish - 2019: für das Album A Girl Like Me - 2019: für das Album Rated R - 2021: für die Single Sex with Me - 2022: für die Single Shut Up and Drive - 2022: für die Single Unfaithful - 2022: für das Lied Desperado - 2023: für das Album Music of the Sun - 2023: für die Single Pour It Up - 2023: für die Single Consideration - 2023: für die Single SOS - 2024: für die Single What Now - Niederlande - 2025: für das Album Anti - Österreich - 2007: für das Album Good Girl Gone Bad - 2013: für das Album Unapologetic - 2017: für das Album Anti - 2022: für die Single This Is What You Came For - 2024: für die Single The Monster - Polen - 2007: für das Album Good Girl Gone Bad - 2023: für die Single Lift Me Up - Portugal - 2019: für die Single Work - 2023: für die Single Umbrella - Russland - 2007: für das Album A Girl Like Me - Schweden - 2010: für die Single Don’t Stop the Music - 2011: für die Single Who’s that Chick? - 2012: für die Single Russian Roulette - 2012: für die Single What’s My Name? - 2012: für die Single California King Bed - 2012: für das Album Talk That Talk - 2013: für die Single Right Now - 2014: für das Album Unapologetic - 2014: für die Single Can’t Remember to Forget You - 2015: für die Single Bitch Better Have My Money - 2015: für die Single American Oxygen - 2016: für die Single Famous - Schweiz - 2007: für das Album A Girl Like Me - 2009: für das Album Rated R - 2011: für die Single S&M - 2012: für das Album Talk That Talk - 2013: für das Album Unapologetic - 2013: für die Single The Monster - 2015: für die Single FourFiveSeconds - 2017: für die Single Wild Thoughts - Singapur - 2019: für das Album Good Girl Gone Bad - 2021: für das Album Loud - 2021: für das Album Unapologetic - Spanien - 2008: für das Album Good Girl Gone Bad - 2011: für die Single Only Girl (In the World) - 2014: für das Streaming The Monster - 2014: für das Streaming Can’t Remember to Forget You - 2015: für die Single FourFiveSeconds - 2017: für die Single Wild Thoughts - 2024: für die Single Can’t Remember to Forget You - 2024: für die Single The Monster - 2024: für die Single Needed Me - 2024: für die Single S&M - 2024: für die Single Bitch Better Have My Money - 2024: für die Single Where Have You Been - 2025: für die Single Too Good - Ungarn - 2008: für das Album Good Girl Gone Bad - Vereinigte Staaten - 2007: für den Mastertone Unfaithful - 2008: für den Mastertone Take a Bow - 2009: für den Mastertone Live Your Life - 2012: für die Single Fly - 2015: für die Single Talk That Talk - 2015: für die Single Rockstar 101 - 2016: für die Single Loveeeeeee Song - 2017: für die Single Selfish - 2018: für die Single What Now - 2018: für die Single If I Never See Your Face Again - 2020: für das Album Music of the Sun - 2021: für die Single Believe It - 2021: für die Single Consideration - 2021: für das Lied Yeah, I Said It - 2023: für das Lied Higher - 2023: für das Lied Same Ol’ Mistakes - 2023: für die Single Lift Me Up - 2023: für das Lied Dancing In The Dark - 2024: für das Lied Cockiness (Love It) - 2025: für die Single Breakin’ Dishes - Vereinigtes Königreich - 2016: für die Single Who’s that Chick? - 2018: für die Single Unfaithful - 2019: für die Single Russian Roulette - 2020: für die Single Bitch Better Have My Money - 2021: für die Single Famous - 2022: für die Single SOS - 2022: für die Single California King Bed - 2022: für die Single Shut Up and Drive - 2023: für die Single Hate That I Love You - 2023: für die Single Kiss It Better - 2024: für die Single Te amo - 2024: für die Single Man Down - 2024: für die Single Loveeeeeee Song - 2025: für die Single Rehab - 2025: für die Single Can’t Remember to Forget You - 2025: für die Single Believe It - Deutschland - 2018: für die Single The Monster - 2018: für die Single Stay - 2023: für die Single Disturbia - 2023: für die Single This Is What You Came For - 2023: für die Single Wild Thoughts - 2023: für die Single Unfaithful - 2023: für die Single FourFiveSeconds - 2023: für die Single Pon de Replay - 2024: für das Album Unapologetic - 2025: für die Single S&M - Mexiko - 2017: für die Single Too Good - 2020: für die Single Wild Thoughts - 2025: für die Single This Is What You Came For | - Australien - 2011: für die Single Who’s that Chick? - 2011: für die Single California King Bed - 2015: für die Single All of the Lights - 2015: für die Single Shut Up and Drive - 2015: für die Single SOS - 2016: für die Single Work - 2024: für die Single Fly - Belgien - 2010: für das Album Good Girl Gone Bad - 2016: für die Single This Is What You Came For - 2022: für das Album Anti - Brasilien - 2010: für das Album Good Girl Gone Bad - 2024: für die Single Disturbia - 2024: für die Single What Now - 2024: für die Single Kiss It Better - 2024: für die Single Te Amo - 2024: für die Single Pour It Up - Dänemark - 2008: für die Single Umbrella - 2012: für das Streaming We Found Love - 2018: für die Single Work - 2022: für die Single Wild Thoughts - 2023: für die Single Love on the Brain - 2023: für das Album Talk That Talk - 2023: für die Single Too Good - 2023: für die Single Only Girl (In the World) - 2024: für die Single S&M - 2024: für die Single Needed Me - 2024: für die Single Don’t Stop the Music - 2025: für die Single Shut Up and Drive - Deutschland - 2018: für die Single Love the Way You Lie - 2018: für die Single Umbrella - 2023: für das Album Loud - Irland - 2006: für das Album A Girl Like Me - 2012: für das Album Unapologetic - Italien - 2018: für die Single Wild Thoughts - 2018: für die Single Too Good - 2019: für die Single Stay - 2023: für die Single Umbrella - Kanada - 2010: für das Album A Girl Like Me - 2012: für die Single Take Care - 2013: für die Single The Monster - 2014: für das Album Unapologetic - 2018: für die Single Lemon - 2022: für die Single Selfish - 2023: für die Single Kiss It Better - 2023: für die Single Lift Me Up - 2024: für die Single Can’t Remember to Forget You - Neuseeland - 2015: für die Single Where Have You Been - 2021: für die Single Bitch Better Have My Money - 2023: für die Single Kiss It Better - 2023: für die Single Famous - 2023: für die Single Lemon - 2024: für die Single Run this Town - Polen - 2016: für die Single Bitch Better Have My Money - 2021: für die Single Needed Me - Portugal - 2020: für die Single Too Good - 2022: für die Single Needed Me - 2022: für die Single This Is What You Came For - 2022: für die Single Wild Thoughts - 2023: für die Single Love on the Brain - 2023: für die Single Stay - 2023: für die Single Diamonds - 2024: für die Single We Found Love - Schweden - 2010: für die Single Umbrella - 2012: für die Single Man Down - 2012: für die Single Where Have You Been - 2012: für das Album Loud - 2016: für die Single Needed Me - Schweiz - 2011: für die Single Only Girl (In the World) - 2011: für das Album Loud - 2012: für die Single We Found Love - Spanien - 2016: für die Single Work - 2024: für die Single Diamonds - 2024: für die Single Love on the Brain - 2024: für die Single Stay - 2024: für die Single Love the Way You Lie - Südafrika - 2014: für das Album Unapologetic - Vereinigte Staaten - 2008: für den Mastertone Umbrella - 2010: für die Single Just Stand Up! - 2014: für die Single Russian Roulette - 2015: für die Single Cheers (Drink to That) - 2015: für die Single You da One - 2015: für die Single Rehab - 2015: für die Single Hard - 2015: für die Single Man Down - 2015: für die Single California King Bed - 2018: für die Single Famous - 2018: für das Album A Girl Like Me - 2018: für das Album Rated R - 2018: für die Single Loyalty. - 2019: für die Single Birthday Cake - 2023: für das Lied Desperado - Vereinigtes Königreich - 2010: für das Album Rated R - 2013: für das Album A Girl Like Me - 2021: für die Single Rude Boy - 2022: für die Single Take a Bow - 2022: für die Single All of the Lights - 2023: für die Single Needed Me - 2023: für die Single Don’t Stop the Music - 2023: für die Single Disturbia - 2023: für die Single Pon De Replay - 2024: für die Single Live Your Life - 2024: für die Single Run this Town - 2024: für die Single Princess of China - 2025: für das Album Anti - 2025: für die Single Love on the Brain - 2025: für die Single Where Have You Been - Deutschland - 2023: für die Single Don’t Stop the Music - 2023: für die Single Only Girl (In the World) - Australien - 2015: für das Album Loud - 2015: für die Single Cheers (Drink to That) - 2015: für die Single Disturbia - 2015: für die Single Take a Bow - 2015: für die Single Where Have You Been - 2024: für die Single Loyalty. - Brasilien - 2024: für die Single Rude Boy - 2024: für die Single FourFiveSeconds - 2024: für die Single Shut Up and Drive - 2024: für die Single SOS - Dänemark - 2014: für das Streaming The Monster - 2021: für die Single FourFiveSeconds - 2023: für die Single We Found Love - 2024: für die Single This Is What You Came For - 2024: für die Single Stay - 2025: für das Album Unapologetic - 2025: für die Single Love the Way You Lie - Deutschland - 2023: für die Single We Found Love - Europa - 2007: für das Album Good Girl Gone Bad - 2011: für das Album Loud - Frankreich - 2023: für das Album Anti - Irland - 2007: für das Album Good Girl Gone Bad - 2011: für das Album Talk That Talk - Italien - 2014: für die Single We Found Love - 2016: für die Single Work - 2017: für die Single FourFiveSeconds - 2019: für die Single The Monster - 2024: für die Single Love the Way You Lie - Kanada - 2011: für das Album Loud - 2021: für die Single Loyalty. - Neuseeland - 2020: für das Album Unapologetic - 2022: für die Single Too Good - 2023: für das Album Talk That Talk - 2024: für die Single Loyalty. - 2024: für die Single Pon De Replay - Polen - 2011: für das Album Loud - 2014: für das Album Talk That Talk - 2014: für das Album Unapologetic - 2016: für die Single FourFiveSeconds - 2021: für die Single Wild Thoughts - 2021: für die Single Work - 2023: für das Album Anti - Russland - 2011: für die Single Love the Way You Lie - Schweden - 2012: für die Single S&M - 2016: für die Single Too Good - 2017: für die Single Wild Thoughts - Schweiz - 2009: für das Album Good Girl Gone Bad - 2012: für die Single Love the Way You Lie - Spanien - 2008: für die Single Hate That I Love You - 2024: für die Single This Is What You Came For - 2024: für die Single We Found Love - Vereinigte Staaten - 2015: für die Single Unfaithful - 2018: für das Album Unapologetic - 2018: für das Album Talk That Talk - 2019: für die Single Pour It Up - 2020: für die Single Bad (Remix) - 2021: für die Single SOS - 2022: für die Single Lemon - 2023: für die Single Kiss It Better - 2024: für die Single Shut Up and Drive - 2024: für die Single Hate That I Love You - 2024: für die Single Sex with Me - Vereinigtes Königreich - 2012: für das Album Talk That Talk - 2021: für die Single Work - 2022: für die Single Wild Thoughts - 2023: für die Single FourFiveSeconds - 2023: für die Single Too Good - 2024: für die Single S&M - 2024: für die Single The Monster - 2024: für das Album Unapologetic - 2024: für die Single Take Care - 2025: für die Single What’s My Name? - Australien - 2015: für die Single Rude Boy - Dänemark - 2013: für das Streaming Diamonds - 2024: für das Album Loud - Deutschland - 2023: für die Single Diamonds - 2025: für das Album Good Girl Gone Bad - Italien - 2015: für die Single Diamonds - Kanada - 2016: für die Single This Is What You Came For - 2017: für die Single Too Good - 2023: für das Album Anti - Neuseeland - 2023: für die Single Work - 2024: für die Single S&M - 2024: für die Single Only Girl (In the World) - 2024: für die Single The Monster - 2025: für die Single All of the Lights - 2025: für die Single Don’t Stop the Music - Österreich - 2024: für die Single Love the Way You Lie - Russland - 2008: für das Album Good Girl Gone Bad - Schweden - 2012: für die Single Only Girl (In the World) - 2015: für die Single FourFiveSeconds - 2016: für die Single Work - 2016: für die Single This Is What You Came For - Schweiz - 2013: für die Single Diamonds - Vereinigte Staaten - 2015: für die Single Where Have You Been - 2024: für die Single Bitch Better Have My Money - Vereinigtes Königreich - 2023: für die Single This Is What You Came For - 2024: für die Single Umbrella - 2025: für die Single Diamonds - 2025: für die Single Stay - 2025: für die Single Only Girl (In the World) - Australien - 2014: für die Single Stay - 2015: für die Single Don’t Stop the Music - 2015: für die Single Umbrella - Dänemark - 2024: für das Album Anti - Irland - 2010: für das Album Loud - Italien - 2018: für die Single This Is What You Came For - Kanada - 2010: für das Album Good Girl Gone Bad - 2019: für die Single Wild Thoughts - Neuseeland - 2024: für die Single Diamonds - Norwegen - 2014: für die Single Can’t Remember to Forget You - Schweden - 2014: für die Single The Monster - Vereinigte Staaten - 2015: für die Single Rude Boy - 2023: für die Single Too Good - 2024: für die Single FourFiveSeconds - 2024: für das Album Loud - 2025: für die Single Pon De Replay - Vereinigtes Königreich - 2023: für die Single Love the Way You Lie - 2024: für die Single We Found Love - Australien - 2015: für die Single Diamonds - 2015: für die Single S&M - Dänemark - 2024: für das Album Good Girl Gone Bad - Neuseeland - 2024: für die Single This Is What You Came For - 2024: für die Single FourFiveSeconds - 2024: für die Single Stay - 2024: für die Single Love the Way You Lie - 2025: für das Album Loud - 2025: für die Single Love on the Brain - 2025: für das Album Good Girl Gone Bad - 2025: für das Album Anti - 2025: für die Single Umbrella - 2025: für die Single Wild Thoughts - 2025: für die Single Needed Me - Schweden - 2012: für die Single We Found Love - 2014: für die Single Diamonds - Spanien - 2008: für die Single Don’t Stop the Music - Vereinigte Staaten - 2015: für die Single What’s My Name? - 2022: für die Single Don’t Stop the Music - 2022: für die Single Take a Bow - 2023: für das Album Anti - 2024: für die Single S&M - 2024: für die Single Run this Town - Australien - 2015: für die Single Only Girl (In the World) - 2020: für die Single FourFiveSeconds - 2022: für die Single Wild Thoughts - 2024: für die Single Take Care - 2024: für die Single Too Good - Kanada - 2023: für die Single Love on the Brain - 2023: für die Single Needed Me - Neuseeland - 2025: für die Single We Found Love - Vereinigte Staaten - 2022: für die Single Disturbia - 2023: für die Single Only Girl (In the World) - 2023: für die Single Take Care - 2024: für die Single All of the Lights - 2024: für die Single Love on the Brain - 2025: für das Album Good Girl Gone Bad - Vereinigtes Königreich - 2020: für das Album Loud - Australien - 2015: für die Single We Found Love - 2025: für das Album Good Girl Gone Bad - Vereinigte Staaten - 2022: für die Single The Monster - 2023: für die Single This Is What You Came For - 2025: für die Single Wild Thoughts - 2025: für die Single Live Your Life - Vereinigtes Königreich - 2025: für das Album Good Girl Gone Bad - Kanada - 2023: für die Single Work - Australien - 2024: für die Single The Monster - Spanien - 2008: für die Single Umbrella - Vereinigte Staaten - 2025: für die Single We Found Love - Australien - 2023: für die Single This Is What You Came For - Vereinigte Staaten - 2025: für die Single Stay - Vereinigte Staaten - 2022: für die Single Love the Way You Lie - Australien - 2024: für die Single Love the Way You Lie - Brasilien - 2020: für die Single Wild Thoughts - 2024: für die Single The Monster - 2024: für die Single What’s My Name? - 2024: für die Single Umbrella - 2024: für die Single Love on the Brain - 2024: für die Single California King Bed - 2024: für die Single Bitch Better Have My Money - 2024: für die Single Needed Me - 2024: für die Single You da One - 2024: für die Single Take a Bow - 2024: für die Single S&M - 2024: für die Single Man Down - 2024: für die Single Rehab - 2024: für die Single Hate That I Love You - 2024: für die Single Don’t Stop the Music - Frankreich - 2016: für die Single Work - 2016: für die Single This Is What You Came For - 2017: für die Single Wild Thoughts - 2021: für die Single Love on the Brain - 2024: für die Single Lift Me Up - 2025: für die Single Needed Me - Polen - 2021: für die Single Diamonds - 2021: für die Single Love on the Brain - Vereinigte Staaten - 2024: für die Single Diamonds - 2024: für die Single Umbrella - 2024: für die Single Needed Me - 2024: für die Single Work - Brasilien - 2023: für die Single Can’t Remember to Forget You - 2024: für die Single Where Have You Been - 2024: für die Single Stay - 2024: für die Single Only Girl (In the World) - Mexiko - 2025: für die Single This Is What You Came For - Polen - 2017: für die Single This Is What You Came For - Brasilien - 2021: für die Single This Is What You Came For - 2024: für die Single Love the Way You Lie - Brasilien - 2024: für die Single Work - Brasilien - 2024: für die Single Diamonds - Brasilien - 2024: für die Single We Found Love |

## Auszeichnungen nach Alben

### Music of the Sun
| Land/Region                  | Auszeichnungen für Musikverkäufe (Land/Region, Auszeichnung, Verkäufe) | Verkäufe  |
| ---------------------------- | ---------------------------------------------------------------------- | --------- |
| Deutschland (BVMI)           | Gold                                                                   | 100.000   |
| Japan (RIAJ)                 | Gold                                                                   | 100.000   |
| Kanada (MC)                  | Platin                                                                 | 100.000   |
| Neuseeland (RMNZ)            | Platin                                                                 | 15.000    |
| Vereinigte Staaten (RIAA)    | Platin                                                                 | 1.000.000 |
| Vereinigtes Königreich (BPI) | Gold                                                                   | 100.000   |
| Insgesamt                    | 3× Gold · 3× Platin ·                                                  | 1.415.000 |

### A Girl Like Me
| Land/Region                  | Auszeichnungen für Musikverkäufe (Land/Region, Auszeichnung, Verkäufe) | Verkäufe  |
| ---------------------------- | ---------------------------------------------------------------------- | --------- |
| Australien (ARIA)            | Platin                                                                 | 70.000    |
| Belgien (BRMA)               | Gold                                                                   | (25.000)  |
| Deutschland (BVMI)           | Platin                                                                 | (200.000) |
| Europa (IFPI)                | Platin                                                                 | 1.000.000 |
| Irland (IRMA)                | 2× Platin                                                              | (30.000)  |
| Japan (RIAJ)                 | Gold                                                                   | 100.000   |
| Kanada (MC)                  | 2× Platin                                                              | 200.000   |
| Neuseeland (RMNZ)            | Platin                                                                 | 15.000    |
| Polen (ZPAV)                 | Gold                                                                   | (10.000)  |
| Russland (NFPF)              | Platin                                                                 | (20.000)  |
| Schweiz (IFPI)               | Platin                                                                 | (30.000)  |
| Ungarn (MAHASZ)              | Gold                                                                   | (5.000)   |
| Vereinigte Staaten (RIAA)    | 2× Platin                                                              | 2.000.000 |
| Vereinigtes Königreich (BPI) | 2× Platin                                                              | (600.000) |
| Insgesamt                    | 4× Gold · 14× Platin ·                                                 | 3.385.000 |

### Good Girl Gone Bad
| Land/Region                  | Auszeichnungen für Musikverkäufe (Land/Region, Auszeichnung, Verkäufe) | Verkäufe    |
| ---------------------------- | ---------------------------------------------------------------------- | ----------- |
| Australien (ARIA)            | 8× Platin                                                              | 560.000     |
| Belgien (BRMA)               | 2× Platin                                                              | 60.000      |
| Brasilien (PMB)              | 2× Platin                                                              | 120.000     |
| Dänemark (IFPI)              | 6× Platin                                                              | 120.000     |
| Deutschland (BVMI)           | 4× Platin                                                              | 800.000     |
| Europa (IFPI)                | 3× Platin                                                              | (3.000.000) |
| Finnland (IFPI)              | Gold                                                                   | 16.002      |
| Frankreich (SNEP)            | Platin                                                                 | 200.000     |
| Golf-Kooperationsrat (IFPI)  | Platin                                                                 | 6.000       |
| Griechenland (IFPI)          | Gold                                                                   | 5.000       |
| Irland (IRMA)                | 3× Platin                                                              | 45.000      |
| Italien (FIMI)               | Platin                                                                 | 50.000      |
| Japan (RIAJ)                 | Platin                                                                 | 250.000     |
| Kanada (MC)                  | 5× Platin                                                              | 500.000     |
| Mexiko (AMPROFON)            | Gold                                                                   | 50.000      |
| Neuseeland (RMNZ)            | 6× Platin                                                              | 90.000      |
| Niederlande (NVPI)           | Gold                                                                   | 30.000      |
| Österreich (IFPI)            | Platin                                                                 | 20.000      |
| Polen (ZPAV)                 | Platin                                                                 | 20.000      |
| Portugal (AFP)               | Gold                                                                   | 10.000      |
| Russland (NFPF)              | 4× Platin                                                              | 80.000      |
| Schweden (IFPI)              | Gold                                                                   | 20.000      |
| Schweiz (IFPI)               | 3× Platin                                                              | 90.000      |
| Singapur (RIAS)              | Platin                                                                 | 10.000      |
| Spanien (Promusicae)         | Platin                                                                 | 60.000      |
| Ungarn (MAHASZ)              | Platin                                                                 | 6.000       |
| Vereinigte Staaten (RIAA)    | 7× Platin                                                              | 7.000.000   |
| Vereinigtes Königreich (BPI) | 8× Platin                                                              | 2.400.000   |
| Insgesamt                    | 6× Gold · 70× Platin ·                                                 | 12.618.002  |

### Good Girl Gone Bad: The Remixes
| Land/Region               | Auszeichnungen für Musikverkäufe (Land/Region, Auszeichnung, Verkäufe) | Verkäufe |
| ------------------------- | ---------------------------------------------------------------------- | -------- |
| Vereinigte Staaten (RIAA) | —                                                                      | 49.000   |
| Insgesamt                 | —                                                                      | 49.000   |

### Rated R
| Land/Region                  | Auszeichnungen für Musikverkäufe (Land/Region, Auszeichnung, Verkäufe) | Verkäufe    |
| ---------------------------- | ---------------------------------------------------------------------- | ----------- |
| Australien (ARIA)            | Platin                                                                 | 70.000      |
| Belgien (BRMA)               | Gold                                                                   | 15.000      |
| Dänemark (IFPI)              | Platin                                                                 | 20.000      |
| Deutschland (BVMI)           | Platin                                                                 | 200.000     |
| Europa (IFPI)                | Platin                                                                 | (1.000.000) |
| Frankreich (SNEP)            | Platin                                                                 | 200.000     |
| Golf-Kooperationsrat (IFPI)  | Gold                                                                   | 3.000       |
| Irland (IRMA)                | Platin                                                                 | 15.000      |
| Italien (FIMI)               | Gold                                                                   | 30.000      |
| Kanada (MC)                  | Platin                                                                 | 80.000      |
| Neuseeland (RMNZ)            | Platin                                                                 | 15.000      |
| Norwegen (IFPI)              | Gold                                                                   | 15.000      |
| Polen (ZPAV)                 | Gold                                                                   | 10.000      |
| Russland (NFPF)              | Gold                                                                   | 10.000      |
| Schweiz (IFPI)               | Platin                                                                 | 30.000      |
| Singapur (RIAS)              | Gold                                                                   | 5.000       |
| Vereinigte Staaten (RIAA)    | 2× Platin                                                              | 2.000.000   |
| Vereinigtes Königreich (BPI) | 2× Platin                                                              | 710.000     |
| Insgesamt                    | 7× Gold · 13× Platin ·                                                 | 3.428.000   |

### Rated R: Remixed
| Land/Region               | Auszeichnungen für Musikverkäufe (Land/Region, Auszeichnung, Verkäufe) | Verkäufe |
| ------------------------- | ---------------------------------------------------------------------- | -------- |
| Vereinigte Staaten (RIAA) | —                                                                      | 13.000   |
| Insgesamt                 | —                                                                      | 13.000   |

### Loud
| Land/Region                  | Auszeichnungen für Musikverkäufe (Land/Region, Auszeichnung, Verkäufe) | Verkäufe    |
| ---------------------------- | ---------------------------------------------------------------------- | ----------- |
| Australien (ARIA)            | 3× Platin                                                              | 210.000     |
| Belgien (BRMA)               | Platin                                                                 | (30.000)    |
| Brasilien (PMB)              | Platin                                                                 | 40.000      |
| Dänemark (IFPI)              | 4× Platin                                                              | (80.000)    |
| Deutschland (BVMI)           | 2× Platin                                                              | (400.000)   |
| Europa (IFPI)                | 3× Platin                                                              | 3.000.000   |
| Golf-Kooperationsrat (IFPI)  | Gold                                                                   | 3.000       |
| Irland (IRMA)                | 5× Platin                                                              | (75.000)    |
| Italien (FIMI)               | Platin                                                                 | (60.000)    |
| Japan (RIAJ)                 | Gold                                                                   | 100.000     |
| Kanada (MC)                  | 3× Platin                                                              | 240.000     |
| Neuseeland (RMNZ)            | 6× Platin                                                              | 90.000      |
| Österreich (IFPI)            | Gold                                                                   | (10.000)    |
| Polen (ZPAV)                 | 3× Platin                                                              | (60.000)    |
| Portugal (AFP)               | Gold                                                                   | (7.500)     |
| Russland (NFPF)              | Gold                                                                   | (10.000)    |
| Schweden (IFPI)              | 2× Platin                                                              | (80.000)    |
| Schweiz (IFPI)               | 2× Platin                                                              | (60.000)    |
| Singapur (RIAS)              | Platin                                                                 | 10.000      |
| Spanien (Promusicae)         | Gold                                                                   | (30.000)    |
| Ungarn (MAHASZ)              | Gold                                                                   | (3.000)     |
| Vereinigte Staaten (RIAA)    | 5× Platin                                                              | 5.000.000   |
| Vereinigtes Königreich (BPI) | 7× Platin                                                              | (2.100.000) |
| Insgesamt                    | 7× Gold · 49× Platin ·                                                 | 8.693.000   |

### Talk That Talk
| Land/Region                  | Auszeichnungen für Musikverkäufe (Land/Region, Auszeichnung, Verkäufe) | Verkäufe    |
| ---------------------------- | ---------------------------------------------------------------------- | ----------- |
| Australien (ARIA)            | Platin                                                                 | 70.000      |
| Belgien (BRMA)               | Gold                                                                   | 15.000      |
| Brasilien (PMB)              | Platin                                                                 | 40.000      |
| Dänemark (IFPI)              | 2× Platin                                                              | 40.000      |
| Deutschland (BVMI)           | Gold                                                                   | 100.000     |
| Europa (IFPI)                | Platin                                                                 | (1.000.000) |
| Indonesien (ASIRI)           | Platin                                                                 | 15.000      |
| Irland (IRMA)                | 3× Platin                                                              | 45.000      |
| Italien (FIMI)               | Platin                                                                 | 50.000      |
| Japan (RIAJ)                 | Gold                                                                   | 100.000     |
| Neuseeland (RMNZ)            | 3× Platin                                                              | 45.000      |
| Österreich (IFPI)            | Gold                                                                   | 10.000      |
| Polen (ZPAV)                 | 3× Platin                                                              | 60.000      |
| Schweden (IFPI)              | Platin                                                                 | 40.000      |
| Schweiz (IFPI)               | Platin                                                                 | 30.000      |
| Singapur (RIAS)              | Gold                                                                   | 5.000       |
| Spanien (Promusicae)         | Gold                                                                   | 30.000      |
| Ungarn (MAHASZ)              | Gold                                                                   | 3.000       |
| Vereinigte Staaten (RIAA)    | 3× Platin                                                              | 3.000.000   |
| Vereinigtes Königreich (BPI) | 3× Platin                                                              | 900.000     |
| Insgesamt                    | 7× Gold · 24× Platin ·                                                 | 4.598.000   |

### Unapologetic
| Land/Region                  | Auszeichnungen für Musikverkäufe (Land/Region, Auszeichnung, Verkäufe) | Verkäufe  |
| ---------------------------- | ---------------------------------------------------------------------- | --------- |
| Australien (ARIA)            | Platin                                                                 | 70.000    |
| Belgien (BRMA)               | Gold                                                                   | 15.000    |
| Brasilien (PMB)              | Gold                                                                   | 30.000    |
| Dänemark (IFPI)              | 3× Platin                                                              | 60.000    |
| Deutschland (BVMI)           | 3× Gold                                                                | 300.000   |
| Irland (IRMA)                | 2× Platin                                                              | 30.000    |
| Italien (FIMI)               | Platin                                                                 | 50.000    |
| Kanada (MC)                  | 2× Platin                                                              | 160.000   |
| Kolumbien (ASINCOL)          | Platin                                                                 | 10.000    |
| Mexiko (AMPROFON)            | Gold                                                                   | 30.000    |
| Neuseeland (RMNZ)            | 3× Platin                                                              | 45.000    |
| Österreich (IFPI)            | Platin                                                                 | 20.000    |
| Polen (ZPAV)                 | 3× Platin                                                              | 60.000    |
| Portugal (AFP)               | Gold                                                                   | 7.500     |
| Schweden (IFPI)              | Platin                                                                 | 40.000    |
| Schweiz (IFPI)               | Platin                                                                 | 30.000    |
| Singapur (RIAS)              | Platin                                                                 | 10.000    |
| Spanien (Promusicae)         | Gold                                                                   | 20.000    |
| Südafrika (RISA)             | 2× Platin                                                              | 80.000    |
| Ungarn (MAHASZ)              | Gold                                                                   | 3.000     |
| Vereinigte Staaten (RIAA)    | 3× Platin                                                              | 3.000.000 |
| Vereinigtes Königreich (BPI) | 3× Platin                                                              | 900.000   |
| Insgesamt                    | 7× Gold · 29× Platin ·                                                 | 4.970.500 |

### Anti
| Land/Region                  | Auszeichnungen für Musikverkäufe (Land/Region, Auszeichnung, Verkäufe) | Verkäufe  |
| ---------------------------- | ---------------------------------------------------------------------- | --------- |
| Australien (ARIA)            | Platin                                                                 | 70.000    |
| Belgien (BRMA)               | 2× Platin                                                              | 60.000    |
| Brasilien (PMB)              | Gold                                                                   | 20.000    |
| Dänemark (IFPI)              | 5× Platin                                                              | 100.000   |
| Deutschland (BVMI)           | Gold                                                                   | 100.000   |
| Frankreich (SNEP)            | 3× Platin                                                              | 300.000   |
| Italien (FIMI)               | Platin                                                                 | 50.000    |
| Kanada (MC)                  | 4× Platin                                                              | 320.000   |
| Mexiko (AMPROFON)            | Platin                                                                 | 60.000    |
| Neuseeland (RMNZ)            | 6× Platin                                                              | 90.000    |
| Niederlande (NVPI)           | Platin                                                                 | 30.000    |
| Österreich (IFPI)            | Platin                                                                 | 15.000    |
| Polen (ZPAV)                 | 3× Platin                                                              | 60.000    |
| Schweden (IFPI)              | Gold                                                                   | 20.000    |
| Singapur (RIAS)              | Gold                                                                   | 5.000     |
| Vereinigte Staaten (RIAA)    | 6× Platin                                                              | 6.000.000 |
| Vereinigtes Königreich (BPI) | 2× Platin                                                              | 600.000   |
| Insgesamt                    | 4× Gold · 36× Platin ·                                                 | 7.900.000 |

## Auszeichnungen nach Singles

### Pon de Replay
| Land/Region                  | Auszeichnungen für Musikverkäufe (Land/Region, Auszeichnung, Verkäufe) | Verkäufe  |
| ---------------------------- | ---------------------------------------------------------------------- | --------- |
| Australien (ARIA)            | Platin                                                                 | 70.000    |
| Dänemark (IFPI)              | Platin                                                                 | 90.000    |
| Deutschland (BVMI)           | 3× Gold                                                                | 450.000   |
| Italien (FIMI)               | Gold                                                                   | 35.000    |
| Neuseeland (RMNZ)            | 3× Platin                                                              | 90.000    |
| Schweden (IFPI)              | Gold                                                                   | 10.000    |
| Spanien (Promusicae)         | Gold                                                                   | 30.000    |
| Vereinigte Staaten (RIAA)    | 5× Platin                                                              | 5.000.000 |
| Vereinigtes Königreich (BPI) | 2× Platin                                                              | 1.200.000 |
| Insgesamt                    | 4× Gold · 13× Platin ·                                                 | 6.975.000 |

### If It’s Lovin’ That You Want
| Land/Region                  | Auszeichnungen für Musikverkäufe (Land/Region, Auszeichnung, Verkäufe) | Verkäufe |
| ---------------------------- | ---------------------------------------------------------------------- | -------- |
| Brasilien (PMB)              | Gold                                                                   | 30.000   |
| Vereinigte Staaten (RIAA)    | Gold                                                                   | 500.000  |
| Vereinigtes Königreich (BPI) | Silber                                                                 | 200.000  |
| Insgesamt                    | 1× Silber · 2× Gold ·                                                  | 730.000  |

### SOS
| Land/Region                  | Auszeichnungen für Musikverkäufe (Land/Region, Auszeichnung, Verkäufe) | Verkäufe  |
| ---------------------------- | ---------------------------------------------------------------------- | --------- |
| Australien (ARIA)            | 2× Platin                                                              | 140.000   |
| Brasilien (PMB)              | 3× Platin                                                              | 180.000   |
| Dänemark (IFPI)              | Platin                                                                 | 15.000    |
| Deutschland (BVMI)           | Gold                                                                   | 150.000   |
| Japan (RIAJ)                 | Gold                                                                   | 500.000   |
| Neuseeland (RMNZ)            | Platin                                                                 | 30.000    |
| Schweden (IFPI)              | Gold                                                                   | 100.000   |
| Vereinigte Staaten (RIAA)    | 3× Platin (Single) · + Gold (Mastertone)                               | 3.500.000 |
| Vereinigtes Königreich (BPI) | Platin                                                                 | 600.000   |
| Insgesamt                    | 4× Gold · 11× Platin ·                                                 | 4.725.000 |

### Unfaithful
| Land/Region                  | Auszeichnungen für Musikverkäufe (Land/Region, Auszeichnung, Verkäufe) | Verkäufe  |
| ---------------------------- | ---------------------------------------------------------------------- | --------- |
| Australien (ARIA)            | Gold                                                                   | 35.000    |
| Belgien (BRMA)               | Gold                                                                   | 25.000    |
| Brasilien (PMB)              | Platin                                                                 | 60.000    |
| Dänemark (IFPI)              | Platin                                                                 | 15.000    |
| Deutschland (BVMI)           | 3× Gold                                                                | 450.000   |
| Neuseeland (RMNZ)            | Platin                                                                 | 30.000    |
| Schweden (IFPI)              | Gold                                                                   | 10.000    |
| Schweiz (IFPI)               | Gold                                                                   | 15.000    |
| Vereinigte Staaten (RIAA)    | 3× Platin (Single) · + Platin (Mastertone)                             | 4.000.000 |
| Vereinigtes Königreich (BPI) | Platin                                                                 | 600.000   |
| Insgesamt                    | 5× Gold · 9× Platin ·                                                  | 5.240.000 |

### We Ride
| Land/Region                  | Auszeichnungen für Musikverkäufe (Land/Region, Auszeichnung, Verkäufe) | Verkäufe |
| ---------------------------- | ---------------------------------------------------------------------- | -------- |
| Vereinigte Staaten (RIAA)    | Gold                                                                   | 500.000  |
| Vereinigtes Königreich (BPI) | Silber                                                                 | 200.000  |
| Insgesamt                    | 1× Silber · 1× Gold ·                                                  | 700.000  |

### Break It Off
| Land/Region               | Auszeichnungen für Musikverkäufe (Land/Region, Auszeichnung, Verkäufe) | Verkäufe |
| ------------------------- | ---------------------------------------------------------------------- | -------- |
| Vereinigte Staaten (RIAA) | Gold                                                                   | 500.000  |
| Insgesamt                 | 1× Gold ·                                                              | 500.000  |

### Umbrella(feat.Jay-Z)
| Land/Region                  | Auszeichnungen für Musikverkäufe (Land/Region, Auszeichnung, Verkäufe) | Verkäufe   |
| ---------------------------- | ---------------------------------------------------------------------- | ---------- |
| Australien (ARIA)            | 5× Platin                                                              | 350.000    |
| Belgien (BRMA)               | Platin                                                                 | 50.000     |
| Brasilien (PMB)              | Diamant                                                                | 250.000    |
| Dänemark (IFPI)              | 2× Platin                                                              | 30.000     |
| Deutschland (BVMI)           | 2× Platin                                                              | 600.000    |
| Finnland (IFPI)              | Platin                                                                 | 10.784     |
| Griechenland (IFPI)          | Platin                                                                 | 20.000     |
| Italien (FIMI)               | 2× Platin                                                              | 220.580    |
| Japan (RIAJ)                 | Gold                                                                   | 100.000    |
| Neuseeland (RMNZ)            | 6× Platin                                                              | 180.000    |
| Portugal (AFP)               | Platin                                                                 | 10.000     |
| Schweden (IFPI)              | 2× Platin                                                              | 80.000     |
| Schweiz (IFPI)               | Gold                                                                   | 15.000     |
| Spanien (Promusicae)         | 11× Platin                                                             | 220.000    |
| Südkorea (KMCA)              | —                                                                      | 129.907    |
| Vereinigte Staaten (RIAA)    | Diamant (Single) · + 2× Platin (Mastertone)                            | 12.000.000 |
| Vereinigtes Königreich (BPI) | 4× Platin                                                              | 2.400.000  |
| Insgesamt                    | 2× Gold · 40× Platin · 2× Diamant ·                                    | 16.666.271 |

### Shut Up and Drive
| Land/Region                  | Auszeichnungen für Musikverkäufe (Land/Region, Auszeichnung, Verkäufe) | Verkäufe  |
| ---------------------------- | ---------------------------------------------------------------------- | --------- |
| Australien (ARIA)            | 2× Platin                                                              | 140.000   |
| Brasilien (PMB)              | 3× Platin                                                              | 180.000   |
| Dänemark (IFPI)              | 2× Platin                                                              | 180.000   |
| Deutschland (BVMI)           | Gold                                                                   | 150.000   |
| Neuseeland (RMNZ)            | Platin                                                                 | 30.000    |
| Vereinigte Staaten (RIAA)    | 3× Platin                                                              | 3.000.000 |
| Vereinigtes Königreich (BPI) | Platin                                                                 | 600.000   |
| Insgesamt                    | 1× Gold · 12× Platin ·                                                 | 4.270.000 |

### Hate That I Love You(feat.Ne-Yo)
| Land/Region                  | Auszeichnungen für Musikverkäufe (Land/Region, Auszeichnung, Verkäufe) | Verkäufe  |
| ---------------------------- | ---------------------------------------------------------------------- | --------- |
| Australien (ARIA)            | Platin                                                                 | 70.000    |
| Brasilien (PMB)              | Diamant                                                                | 250.000   |
| Dänemark (IFPI)              | Gold                                                                   | 45.000    |
| Deutschland (BVMI)           | Gold                                                                   | 150.000   |
| Neuseeland (RMNZ)            | Gold                                                                   | 7.500     |
| Spanien (Promusicae)         | 3× Platin                                                              | 60.000    |
| Vereinigte Staaten (RIAA)    | 3× Platin                                                              | 3.000.000 |
| Vereinigtes Königreich (BPI) | Platin                                                                 | 600.000   |
| Insgesamt                    | 3× Gold · 8× Platin · 1× Diamant ·                                     | 4.182.500 |

### Don’t Stop the Music
| Land/Region                  | Auszeichnungen für Musikverkäufe (Land/Region, Auszeichnung, Verkäufe) | Verkäufe  |
| ---------------------------- | ---------------------------------------------------------------------- | --------- |
| Australien (ARIA)            | 5× Platin                                                              | 350.000   |
| Belgien (BRMA)               | Platin                                                                 | 50.000    |
| Brasilien (PMB)              | Diamant                                                                | 250.000   |
| Dänemark (IFPI)              | 2× Platin                                                              | 180.000   |
| Deutschland (BVMI)           | 5× Gold                                                                | 750.000   |
| Finnland (IFPI)              | Gold                                                                   | 6.194     |
| Frankreich (SNEP)            | —                                                                      | 210.000   |
| Italien (FIMI)               | Platin                                                                 | 100.000   |
| Kanada (MC)                  | —                                                                      | 146.000   |
| Neuseeland (RMNZ)            | 4× Platin                                                              | 120.000   |
| Schweden (IFPI)              | Platin                                                                 | 40.000    |
| Spanien (Promusicae)         | 6× Platin                                                              | 120.000   |
| Vereinigte Staaten (RIAA)    | 6× Platin                                                              | 6.000.000 |
| Vereinigtes Königreich (BPI) | 2× Platin                                                              | 1.200.000 |
| Insgesamt                    | 2× Gold · 30× Platin · 1× Diamant ·                                    | 9.522.194 |

### Take a Bow
| Land/Region                  | Auszeichnungen für Musikverkäufe (Land/Region, Auszeichnung, Verkäufe) | Verkäufe  |
| ---------------------------- | ---------------------------------------------------------------------- | --------- |
| Australien (ARIA)            | 3× Platin                                                              | 210.000   |
| Brasilien (PMB)              | Diamant                                                                | 250.000   |
| Dänemark (IFPI)              | Platin                                                                 | 15.000    |
| Deutschland (BVMI)           | Gold                                                                   | 150.000   |
| Japan (RIAJ)                 | Gold                                                                   | 100.000   |
| Neuseeland (RMNZ)            | Platin                                                                 | 15.000    |
| Südkorea (KMCA)              | —                                                                      | 537.407   |
| Vereinigte Staaten (RIAA)    | 6× Platin (Single) · + Platin (Mastertone)                             | 7.000.000 |
| Vereinigtes Königreich (BPI) | 2× Platin                                                              | 1.200.000 |
| Insgesamt                    | 2× Gold · 14× Platin · 1× Diamant ·                                    | 9.477.407 |

### If I Never See Your Face Again(Maroon 5feat. Rihanna)
| Land/Region               | Auszeichnungen für Musikverkäufe (Land/Region, Auszeichnung, Verkäufe) | Verkäufe  |
| ------------------------- | ---------------------------------------------------------------------- | --------- |
| Australien (ARIA)         | Platin                                                                 | 70.000    |
| Brasilien (PMB)           | Gold                                                                   | 30.000    |
| Kanada (MC)               | Gold                                                                   | 40.000    |
| Vereinigte Staaten (RIAA) | Platin                                                                 | 1.109.000 |
| Insgesamt                 | 2× Gold · 2× Platin ·                                                  | 1.249.000 |

### Disturbia
| Land/Region                  | Auszeichnungen für Musikverkäufe (Land/Region, Auszeichnung, Verkäufe) | Verkäufe  |
| ---------------------------- | ---------------------------------------------------------------------- | --------- |
| Australien (ARIA)            | 3× Platin                                                              | 210.000   |
| Belgien (BRMA)               | Gold                                                                   | 15.000    |
| Brasilien (PMB)              | 2× Platin                                                              | 120.000   |
| Dänemark (IFPI)              | Platin                                                                 | 15.000    |
| Deutschland (BVMI)           | 3× Gold                                                                | 450.000   |
| Finnland (IFPI)              | —                                                                      | 3.514     |
| Italien (FIMI)               | Gold                                                                   | 35.000    |
| Kanada (MC)                  | —                                                                      | 145.000   |
| Neuseeland (RMNZ)            | Platin                                                                 | 15.000    |
| Schweden (IFPI)              | Gold                                                                   | 20.000    |
| Spanien (Promusicae)         | Gold                                                                   | 10.000    |
| Vereinigte Staaten (RIAA)    | 7× Platin                                                              | 7.000.000 |
| Vereinigtes Königreich (BPI) | 2× Platin                                                              | 1.200.000 |
| Insgesamt                    | 5× Gold · 17× Platin ·                                                 | 9.238.514 |

### Just Stand Up!
| Land/Region               | Auszeichnungen für Musikverkäufe (Land/Region, Auszeichnung, Verkäufe) | Verkäufe  |
| ------------------------- | ---------------------------------------------------------------------- | --------- |
| Vereinigte Staaten (RIAA) | 2× Platin                                                              | 2.000.000 |
| Insgesamt                 | 2× Platin ·                                                            | 2.000.000 |

### Live Your Life(T.I.feat. Rihanna)
| Land/Region                  | Auszeichnungen für Musikverkäufe (Land/Region, Auszeichnung, Verkäufe) | Verkäufe   |
| ---------------------------- | ---------------------------------------------------------------------- | ---------- |
| Australien (ARIA)            | Platin                                                                 | 70.000     |
| Dänemark (IFPI)              | Gold                                                                   | 7.500      |
| Italien (FIMI)               | Gold                                                                   | 50.000     |
| Neuseeland (RMNZ)            | Platin                                                                 | 15.000     |
| Vereinigte Staaten (RIAA)    | 8× Platin (Single) · + Platin (Mastertone)                             | 9.000.000  |
| Vereinigtes Königreich (BPI) | 2× Platin                                                              | 1.200.000  |
| Insgesamt                    | 2× Gold · 13× Platin ·                                                 | 10.342.500 |

### Rehab
| Land/Region                  | Auszeichnungen für Musikverkäufe (Land/Region, Auszeichnung, Verkäufe) | Verkäufe  |
| ---------------------------- | ---------------------------------------------------------------------- | --------- |
| Brasilien (PMB)              | Diamant                                                                | 250.000   |
| Dänemark (IFPI)              | Gold                                                                   | 7.500     |
| Deutschland (BVMI)           | Platin                                                                 | 300.000   |
| Neuseeland (RMNZ)            | Gold                                                                   | 7.500     |
| Vereinigte Staaten (RIAA)    | 2× Platin                                                              | 2.000.000 |
| Vereinigtes Königreich (BPI) | Platin                                                                 | 600.000   |
| Insgesamt                    | 2× Gold · 4× Platin · 1× Diamant ·                                     | 3.165.000 |

### Breakin’ Dishes
| Land/Region                  | Auszeichnungen für Musikverkäufe (Land/Region, Auszeichnung, Verkäufe) | Verkäufe  |
| ---------------------------- | ---------------------------------------------------------------------- | --------- |
| Griechenland (IFPI)          | Gold                                                                   | 10.000    |
| Vereinigte Staaten (RIAA)    | Platin                                                                 | 1.000.000 |
| Vereinigtes Königreich (BPI) | Gold                                                                   | 400.000   |
| Insgesamt                    | 2× Gold · 1× Platin ·                                                  | 1.410.000 |

### Run This Town(Jay-Z, Rihanna &Kanye West)
| Land/Region                  | Auszeichnungen für Musikverkäufe (Land/Region, Auszeichnung, Verkäufe) | Verkäufe  |
| ---------------------------- | ---------------------------------------------------------------------- | --------- |
| Australien (ARIA)            | Platin                                                                 | 70.000    |
| Brasilien (PMB)              | Gold                                                                   | 30.000    |
| Dänemark (IFPI)              | Platin                                                                 | 90.000    |
| Deutschland (BVMI)           | Gold                                                                   | 150.000   |
| Italien (FIMI)               | Gold                                                                   | 50.000    |
| Neuseeland (RMNZ)            | 2× Platin                                                              | 60.000    |
| Vereinigte Staaten (RIAA)    | 6× Platin                                                              | 6.000.000 |
| Vereinigtes Königreich (BPI) | 2× Platin                                                              | 1.200.000 |
| Insgesamt                    | 3× Gold · 12× Platin ·                                                 | 7.620.000 |

### Russian Roulette
| Land/Region                  | Auszeichnungen für Musikverkäufe (Land/Region, Auszeichnung, Verkäufe) | Verkäufe  |
| ---------------------------- | ---------------------------------------------------------------------- | --------- |
| Australien (ARIA)            | Platin                                                                 | 70.000    |
| Dänemark (IFPI)              | Gold                                                                   | 15.000    |
| Deutschland (BVMI)           | Gold                                                                   | 150.000   |
| Frankreich (SNEP)            | —                                                                      | 135.000   |
| Italien (FIMI)               | Platin                                                                 | 30.000    |
| Neuseeland (RMNZ)            | Gold                                                                   | 7.500     |
| Schweden (IFPI)              | Platin                                                                 | 40.000    |
| Schweiz (IFPI)               | Gold                                                                   | 15.000    |
| Spanien (Promusicae)         | Gold                                                                   | 20.000    |
| Vereinigte Staaten (RIAA)    | 2× Platin                                                              | 2.000.000 |
| Vereinigtes Königreich (BPI) | Platin                                                                 | 600.000   |
| Insgesamt                    | 5× Gold · 6× Platin ·                                                  | 3.082.500 |

### Hard(feat.Jeezy)
| Land/Region               | Auszeichnungen für Musikverkäufe (Land/Region, Auszeichnung, Verkäufe) | Verkäufe  |
| ------------------------- | ---------------------------------------------------------------------- | --------- |
| Vereinigte Staaten (RIAA) | 2× Platin                                                              | 2.000.000 |
| Insgesamt                 | 2× Platin ·                                                            | 2.000.000 |

### Redemption Song
| Land/Region     | Auszeichnungen für Musikverkäufe (Land/Region, Auszeichnung, Verkäufe) | Verkäufe |
| --------------- | ---------------------------------------------------------------------- | -------- |
| Südkorea (KMCA) | —                                                                      | 73.810   |
| Insgesamt       | —                                                                      | 73.810   |

### Rude Boy
| Land/Region                  | Auszeichnungen für Musikverkäufe (Land/Region, Auszeichnung, Verkäufe) | Verkäufe  |
| ---------------------------- | ---------------------------------------------------------------------- | --------- |
| Australien (ARIA)            | 4× Platin                                                              | 280.000   |
| Belgien (BRMA)               | Gold                                                                   | 15.000    |
| Brasilien (PMB)              | 3× Platin                                                              | 180.000   |
| Dänemark (IFPI)              | Platin                                                                 | 90.000    |
| Deutschland (BVMI)           | Gold                                                                   | 150.000   |
| Frankreich (SNEP)            | —                                                                      | 103.100   |
| Italien (FIMI)               | Gold                                                                   | 15.000    |
| Neuseeland (RMNZ)            | Platin                                                                 | 15.000    |
| Schweiz (IFPI)               | Gold                                                                   | 15.000    |
| Spanien (Promusicae)         | Gold                                                                   | 30.000    |
| Südkorea (KMCA)              | —                                                                      | 118.338   |
| Vereinigte Staaten (RIAA)    | 5× Platin                                                              | 5.000.000 |
| Vereinigtes Königreich (BPI) | 2× Platin                                                              | 1.200.000 |
| Insgesamt                    | 5× Gold · 16× Platin ·                                                 | 7.211.438 |

### Rockstar 101
| Land/Region               | Auszeichnungen für Musikverkäufe (Land/Region, Auszeichnung, Verkäufe) | Verkäufe  |
| ------------------------- | ---------------------------------------------------------------------- | --------- |
| Vereinigte Staaten (RIAA) | Platin                                                                 | 1.000.000 |
| Insgesamt                 | 1× Platin ·                                                            | 1.000.000 |

### Love the Way You Lie(Eminemfeat. Rihanna)
| Land/Region                  | Auszeichnungen für Musikverkäufe (Land/Region, Auszeichnung, Verkäufe) | Verkäufe   |
| ---------------------------- | ---------------------------------------------------------------------- | ---------- |
| Australien (ARIA)            | 18× Platin                                                             | 1.260.000  |
| Belgien (BRMA)               | Gold                                                                   | 15.000     |
| Brasilien (PMB)              | 3× Diamant                                                             | 750.000    |
| Dänemark (IFPI)              | 3× Platin                                                              | 270.000    |
| Deutschland (BVMI)           | 2× Platin                                                              | 600.000    |
| Frankreich (SNEP)            | —                                                                      | 145.000    |
| Italien (FIMI)               | 3× Platin                                                              | 300.000    |
| Japan (RIAJ)                 | Gold                                                                   | 100.000    |
| Neuseeland (RMNZ)            | 6× Platin                                                              | 180.000    |
| Österreich (IFPI)            | 4× Platin                                                              | 120.000    |
| Russland (NFPF)              | 3× Platin                                                              | 600.000    |
| Schweiz (IFPI)               | 3× Platin                                                              | 90.000     |
| Spanien (Promusicae)         | 2× Platin                                                              | 120.000    |
| Südkorea (KMCA)              | —                                                                      | 1.213.252  |
| Vereinigte Staaten (RIAA)    | 13× Platin                                                             | 13.000.000 |
| Vereinigtes Königreich (BPI) | 5× Platin                                                              | 3.000.000  |
| Insgesamt                    | 2× Gold · 52× Platin · 4× Diamant ·                                    | 21.763.252 |

### Te amo
| Land/Region                  | Auszeichnungen für Musikverkäufe (Land/Region, Auszeichnung, Verkäufe) | Verkäufe  |
| ---------------------------- | ---------------------------------------------------------------------- | --------- |
| Australien (ARIA)            | Platin                                                                 | 70.000    |
| Brasilien (PMB)              | 2× Platin                                                              | 120.000   |
| Dänemark (IFPI)              | Gold                                                                   | 45.000    |
| Deutschland (BVMI)           | Gold                                                                   | 150.000   |
| Frankreich (SNEP)            | —                                                                      | 72.400    |
| Italien (FIMI)               | Platin                                                                 | 30.000    |
| Schweiz (IFPI)               | Gold                                                                   | 15.000    |
| Vereinigte Staaten (RIAA)    | Gold                                                                   | 500.000   |
| Vereinigtes Königreich (BPI) | Platin                                                                 | 600.000   |
| Insgesamt                    | 4× Gold · 5× Platin ·                                                  | 1.602.400 |

### Only Girl (In the World)
| Land/Region                  | Auszeichnungen für Musikverkäufe (Land/Region, Auszeichnung, Verkäufe) | Verkäufe   |
| ---------------------------- | ---------------------------------------------------------------------- | ---------- |
| Australien (ARIA)            | 7× Platin                                                              | 490.000    |
| Belgien (BRMA)               | Platin                                                                 | 30.000     |
| Brasilien (PMB)              | 2× Diamant                                                             | 500.000    |
| Dänemark (IFPI)              | 2× Platin                                                              | 180.000    |
| Deutschland (BVMI)           | 5× Gold                                                                | 750.000    |
| Frankreich (SNEP)            | —                                                                      | 205.100    |
| Griechenland (IFPI)          | Gold                                                                   | 10.000     |
| Italien (FIMI)               | Platin                                                                 | 30.000     |
| Neuseeland (RMNZ)            | 4× Platin                                                              | 120.000    |
| Schweden (IFPI)              | 4× Platin                                                              | 160.000    |
| Schweiz (IFPI)               | 2× Platin                                                              | 60.000     |
| Spanien (Promusicae)         | Platin                                                                 | 40.000     |
| Südkorea (KMCA)              | —                                                                      | 327.888    |
| Vereinigte Staaten (RIAA)    | 7× Platin                                                              | 7.000.000  |
| Vereinigtes Königreich (BPI) | 4× Platin                                                              | 2.400.000  |
| Insgesamt                    | 2× Gold · 35× Platin · 2× Diamant ·                                    | 12.302.988 |

### What’s My Name?(feat.Drake)
| Land/Region                  | Auszeichnungen für Musikverkäufe (Land/Region, Auszeichnung, Verkäufe) | Verkäufe  |
| ---------------------------- | ---------------------------------------------------------------------- | --------- |
| Australien (ARIA)            | Platin                                                                 | 70.000    |
| Brasilien (PMB)              | Diamant                                                                | 250.000   |
| Dänemark (IFPI)              | Gold                                                                   | 45.000    |
| Deutschland (BVMI)           | Gold                                                                   | 150.000   |
| Frankreich (SNEP)            | —                                                                      | 42.300    |
| Italien (FIMI)               | Gold                                                                   | 15.000    |
| Neuseeland (RMNZ)            | Platin                                                                 | 15.000    |
| Schweden (IFPI)              | Platin                                                                 | 40.000    |
| Schweiz (IFPI)               | Gold                                                                   | 15.000    |
| Südkorea (KMCA)              | —                                                                      | 177.438   |
| Vereinigte Staaten (RIAA)    | 6× Platin                                                              | 6.000.000 |
| Vereinigtes Königreich (BPI) | 3× Platin                                                              | 1.800.000 |
| Insgesamt                    | 4× Gold · 12× Platin · 1× Diamant ·                                    | 8.619.738 |

### Who’s That Chick?(David Guettafeat. Rihanna)
| Land/Region                  | Auszeichnungen für Musikverkäufe (Land/Region, Auszeichnung, Verkäufe) | Verkäufe  |
| ---------------------------- | ---------------------------------------------------------------------- | --------- |
| Australien (ARIA)            | 2× Platin                                                              | 140.000   |
| Belgien (BRMA)               | Gold                                                                   | 15.000    |
| Dänemark (IFPI)              | Gold                                                                   | 45.000    |
| Deutschland (BVMI)           | Gold                                                                   | 150.000   |
| Finnland (IFPI)              | Gold                                                                   | 3.083     |
| Frankreich (SNEP)            | —                                                                      | 155.000   |
| Italien (FIMI)               | Gold                                                                   | 15.000    |
| Neuseeland (RMNZ)            | Platin                                                                 | 15.000    |
| Österreich (IFPI)            | Gold                                                                   | 15.000    |
| Schweden (IFPI)              | Platin                                                                 | 40.000    |
| Spanien (Promusicae)         | Gold                                                                   | 20.000    |
| Vereinigtes Königreich (BPI) | Platin                                                                 | 600.000   |
| Insgesamt                    | 7× Gold · 5× Platin ·                                                  | 1.213.083 |

### All of the Lights(Kanye Westfeat. Rihanna)
| Land/Region                  | Auszeichnungen für Musikverkäufe (Land/Region, Auszeichnung, Verkäufe) | Verkäufe  |
| ---------------------------- | ---------------------------------------------------------------------- | --------- |
| Australien (ARIA)            | 2× Platin                                                              | 140.000   |
| Brasilien (PMB)              | Gold                                                                   | 30.000    |
| Dänemark (IFPI)              | Platin                                                                 | 90.000    |
| Deutschland (BVMI)           | Gold                                                                   | 150.000   |
| Italien (FIMI)               | Gold                                                                   | 50.000    |
| Neuseeland (RMNZ)            | 4× Platin                                                              | 120.000   |
| Vereinigte Staaten (RIAA)    | 7× Platin                                                              | 7.000.000 |
| Vereinigtes Königreich (BPI) | 2× Platin                                                              | 1.200.000 |
| Insgesamt                    | 3× Gold · 16× Platin ·                                                 | 8.780.000 |

### S&M
| Land/Region                  | Auszeichnungen für Musikverkäufe (Land/Region, Auszeichnung, Verkäufe) | Verkäufe   |
| ---------------------------- | ---------------------------------------------------------------------- | ---------- |
| Australien (ARIA)            | 6× Platin                                                              | 420.000    |
| Belgien (BRMA)               | Platin                                                                 | 30.000     |
| Brasilien (PMB)              | Diamant                                                                | 250.000    |
| Dänemark (IFPI)              | 2× Platin                                                              | 180.000    |
| Deutschland (BVMI)           | 3× Gold                                                                | 900.000    |
| Finnland (IFPI)              | Gold                                                                   | 5.073      |
| Frankreich (SNEP)            | —                                                                      | 135.500    |
| Italien (FIMI)               | Platin                                                                 | 30.000     |
| Neuseeland (RMNZ)            | 4× Platin                                                              | 120.000    |
| Schweden (IFPI)              | 3× Platin                                                              | 120.000    |
| Schweiz (IFPI)               | Platin                                                                 | 30.000     |
| Spanien (Promusicae)         | Platin                                                                 | 60.000     |
| Vereinigte Staaten (RIAA)    | 6× Platin                                                              | 6.000.000  |
| Vereinigtes Königreich (BPI) | 3× Platin                                                              | 1.800.000  |
| Insgesamt                    | 2× Gold · 29× Platin · 1× Diamant ·                                    | 10.080.573 |

### S&M(Remix)
| Land/Region               | Auszeichnungen für Musikverkäufe (Land/Region, Auszeichnung, Verkäufe) | Verkäufe |
| ------------------------- | ---------------------------------------------------------------------- | -------- |
| Brasilien (PMB)           | Gold                                                                   | 30.000   |
| Vereinigte Staaten (RIAA) | Gold                                                                   | 500.000  |
| Insgesamt                 | 2× Gold ·                                                              | 530.000  |

### Man Down
| Land/Region                  | Auszeichnungen für Musikverkäufe (Land/Region, Auszeichnung, Verkäufe) | Verkäufe  |
| ---------------------------- | ---------------------------------------------------------------------- | --------- |
| Belgien (BRMA)               | Gold                                                                   | 15.000    |
| Brasilien (PMB)              | Diamant                                                                | 250.000   |
| Dänemark (IFPI)              | Platin                                                                 | 90.000    |
| Frankreich (SNEP)            | —                                                                      | 190.000   |
| Italien (FIMI)               | Platin                                                                 | 30.000    |
| Schweden (IFPI)              | 2× Platin                                                              | 80.000    |
| Schweiz (IFPI)               | Gold                                                                   | 15.000    |
| Spanien (Promusicae)         | Gold                                                                   | 30.000    |
| Vereinigte Staaten (RIAA)    | 2× Platin                                                              | 2.000.000 |
| Vereinigtes Königreich (BPI) | Platin                                                                 | 600.000   |
| Insgesamt                    | 3× Gold · 7× Platin · 1× Diamant ·                                     | 3.300.000 |

### California King Bed
| Land/Region                  | Auszeichnungen für Musikverkäufe (Land/Region, Auszeichnung, Verkäufe) | Verkäufe  |
| ---------------------------- | ---------------------------------------------------------------------- | --------- |
| Australien (ARIA)            | 2× Platin                                                              | 140.000   |
| Brasilien (PMB)              | Diamant                                                                | 250.000   |
| Dänemark (IFPI)              | Gold                                                                   | 45.000    |
| Deutschland (BVMI)           | Gold                                                                   | 150.000   |
| Italien (FIMI)               | Platin                                                                 | 30.000    |
| Japan (RIAJ)                 | Gold                                                                   | 100.000   |
| Neuseeland (RMNZ)            | Gold                                                                   | 7.500     |
| Schweden (IFPI)              | Platin                                                                 | 40.000    |
| Schweiz (IFPI)               | Gold                                                                   | 15.000    |
| Vereinigte Staaten (RIAA)    | 2× Platin                                                              | 2.000.000 |
| Vereinigtes Königreich (BPI) | Platin                                                                 | 600.000   |
| Insgesamt                    | 5× Gold · 7× Platin · 1× Diamant ·                                     | 3.377.500 |

### Cheers (Drink to That)
| Land/Region                  | Auszeichnungen für Musikverkäufe (Land/Region, Auszeichnung, Verkäufe) | Verkäufe  |
| ---------------------------- | ---------------------------------------------------------------------- | --------- |
| Australien (ARIA)            | 3× Platin                                                              | 210.000   |
| Neuseeland (RMNZ)            | Platin                                                                 | 15.000    |
| Schweden (IFPI)              | Gold                                                                   | 20.000    |
| Vereinigte Staaten (RIAA)    | 2× Platin                                                              | 2.000.000 |
| Vereinigtes Königreich (BPI) | Gold                                                                   | 400.000   |
| Insgesamt                    | 2× Gold · 6× Platin ·                                                  | 2.645.000 |

### Fly(Nicki Minajfeat. Rihanna)
| Land/Region                  | Auszeichnungen für Musikverkäufe (Land/Region, Auszeichnung, Verkäufe) | Verkäufe  |
| ---------------------------- | ---------------------------------------------------------------------- | --------- |
| Australien (ARIA)            | 2× Platin                                                              | 140.000   |
| Brasilien (PMB)              | Platin                                                                 | 60.000    |
| Neuseeland (RMNZ)            | Platin                                                                 | 30.000    |
| Vereinigte Staaten (RIAA)    | Platin                                                                 | 1.500.000 |
| Vereinigtes Königreich (BPI) | Gold                                                                   | 400.000   |
| Insgesamt                    | 1× Gold · 5× Platin ·                                                  | 2.130.000 |

### We Found Love(feat.Calvin Harris)
| Land/Region                  | Auszeichnungen für Musikverkäufe (Land/Region, Auszeichnung, Verkäufe) | Verkäufe   |
| ---------------------------- | ---------------------------------------------------------------------- | ---------- |
| Australien (ARIA)            | 8× Platin                                                              | 560.000    |
| Belgien (BRMA)               | Platin                                                                 | 30.000     |
| Brasilien (PMB)              | 14× Diamant                                                            | 3.500.000  |
| Dänemark (IFPI)              | 3× Platin                                                              | 270.000    |
| Deutschland (BVMI)           | 3× Platin                                                              | 900.000    |
| Frankreich (SNEP)            | —                                                                      | 230.000    |
| Griechenland (IFPI)          | Gold                                                                   | 10.000     |
| Italien (FIMI)               | 3× Platin                                                              | 90.000     |
| Japan (RIAJ)                 | Platin                                                                 | 250.000    |
| Neuseeland (RMNZ)            | 7× Platin                                                              | 210.000    |
| Portugal (AFP)               | 2× Platin                                                              | 20.000     |
| Schweden (IFPI)              | 6× Platin                                                              | 240.000    |
| Schweiz (IFPI)               | 2× Platin                                                              | 60.000     |
| Spanien (Promusicae)         | 3× Platin                                                              | 180.000    |
| Vereinigte Staaten (RIAA)    | 11× Platin                                                             | 11.000.000 |
| Vereinigtes Königreich (BPI) | 5× Platin                                                              | 3.000.000  |
| Insgesamt                    | 1× Gold · 45× Platin · 15× Diamant ·                                   | 20.550.000 |

### You da One
| Land/Region                  | Auszeichnungen für Musikverkäufe (Land/Region, Auszeichnung, Verkäufe) | Verkäufe  |
| ---------------------------- | ---------------------------------------------------------------------- | --------- |
| Australien (ARIA)            | Platin                                                                 | 70.000    |
| Brasilien (PMB)              | Diamant                                                                | 250.000   |
| Neuseeland (RMNZ)            | Platin                                                                 | 15.000    |
| Schweden (IFPI)              | Gold                                                                   | 20.000    |
| Vereinigte Staaten (RIAA)    | 2× Platin                                                              | 2.000.000 |
| Vereinigtes Königreich (BPI) | Gold                                                                   | 400.000   |
| Insgesamt                    | 2× Gold · 4× Platin · 1× Diamant ·                                     | 2.755.000 |

### Take Care (Drakefeat. Rihanna)
| Land/Region                  | Auszeichnungen für Musikverkäufe (Land/Region, Auszeichnung, Verkäufe) | Verkäufe  |
| ---------------------------- | ---------------------------------------------------------------------- | --------- |
| Australien (ARIA)            | 7× Platin                                                              | 490.000   |
| Brasilien (PMB)              | Gold                                                                   | 30.000    |
| Dänemark (IFPI)              | Gold                                                                   | 15.000    |
| Deutschland (BVMI)           | Gold                                                                   | 150.000   |
| Kanada (MC)                  | 2× Platin                                                              | 160.000   |
| Neuseeland (RMNZ)            | Platin                                                                 | 15.000    |
| Vereinigte Staaten (RIAA)    | 7× Platin                                                              | 7.000.000 |
| Vereinigtes Königreich (BPI) | 3× Platin                                                              | 1.800.000 |
| Insgesamt                    | 3× Gold · 20× Platin ·                                                 | 9.660.000 |

### Talk That Talk(feat.Jay-Z)
| Land/Region                  | Auszeichnungen für Musikverkäufe (Land/Region, Auszeichnung, Verkäufe) | Verkäufe  |
| ---------------------------- | ---------------------------------------------------------------------- | --------- |
| Australien (ARIA)            | Gold                                                                   | 35.000    |
| Brasilien (PMB)              | Gold                                                                   | 30.000    |
| Neuseeland (RMNZ)            | Gold                                                                   | 7.500     |
| Schweden (IFPI)              | Gold                                                                   | 20.000    |
| Vereinigte Staaten (RIAA)    | Platin                                                                 | 1.000.000 |
| Vereinigtes Königreich (BPI) | Gold                                                                   | 400.000   |
| Insgesamt                    | 5× Gold · 1× Platin ·                                                  | 1.492.400 |

### Princess of China(Coldplayfeat. Rihanna)
| Land/Region                  | Auszeichnungen für Musikverkäufe (Land/Region, Auszeichnung, Verkäufe) | Verkäufe  |
| ---------------------------- | ---------------------------------------------------------------------- | --------- |
| Australien (ARIA)            | Platin                                                                 | 70.000    |
| Dänemark (IFPI)              | Gold                                                                   | 15.000    |
| Frankreich (SNEP)            | —                                                                      | 43.400    |
| Italien (FIMI)               | Platin                                                                 | 30.000    |
| Mexiko (AMPROFON)            | Gold                                                                   | 30.000    |
| Neuseeland (RMNZ)            | Gold                                                                   | 7.500     |
| Spanien (Promusicae)         | Gold                                                                   | 30.000    |
| Vereinigtes Königreich (BPI) | 2× Platin                                                              | 1.200.000 |
| Insgesamt                    | 4× Gold · 4× Platin ·                                                  | 1.425.900 |

### Birthday Cake
| Land/Region               | Auszeichnungen für Musikverkäufe (Land/Region, Auszeichnung, Verkäufe) | Verkäufe  |
| ------------------------- | ---------------------------------------------------------------------- | --------- |
| Vereinigte Staaten (RIAA) | 2× Platin                                                              | 2.000.000 |
| Insgesamt                 | 2× Platin ·                                                            | 2.000.000 |

### Where Have You Been
| Land/Region                  | Auszeichnungen für Musikverkäufe (Land/Region, Auszeichnung, Verkäufe) | Verkäufe  |
| ---------------------------- | ---------------------------------------------------------------------- | --------- |
| Australien (ARIA)            | 3× Platin                                                              | 210.000   |
| Belgien (BRMA)               | Gold                                                                   | 15.000    |
| Brasilien (PMB)              | 2× Diamant                                                             | 500.000   |
| Dänemark (IFPI)              | Gold                                                                   | 15.000    |
| Deutschland (BVMI)           | Platin                                                                 | 300.000   |
| Frankreich (SNEP)            | —                                                                      | 115.000   |
| Griechenland (IFPI)          | Gold                                                                   | 10.000    |
| Italien (FIMI)               | Platin                                                                 | 30.000    |
| Neuseeland (RMNZ)            | 2× Platin                                                              | 30.000    |
| Schweden (IFPI)              | 2× Platin                                                              | 80.000    |
| Spanien (Promusicae)         | Platin                                                                 | 60.000    |
| Vereinigte Staaten (RIAA)    | 4× Platin                                                              | 4.000.000 |
| Vereinigtes Königreich (BPI) | 2× Platin                                                              | 1.200.000 |
| Insgesamt                    | 3× Gold · 16× Platin · 2× Diamant ·                                    | 6.565.000 |

### Diamonds
| Land/Region                  | Auszeichnungen für Musikverkäufe (Land/Region, Auszeichnung, Verkäufe) | Verkäufe   |
| ---------------------------- | ---------------------------------------------------------------------- | ---------- |
| Australien (ARIA)            | 6× Platin                                                              | 420.000    |
| Belgien (BRMA)               | Platin                                                                 | 30.000     |
| Brasilien (PMB)              | 6× Diamant                                                             | 1.500.000  |
| Dänemark (IFPI)              | Platin                                                                 | 30.000     |
| Deutschland (BVMI)           | 4× Platin                                                              | 1.200.000  |
| Finnland (IFPI)              | Platin                                                                 | 25.369     |
| Frankreich (SNEP)            | —                                                                      | 310.000    |
| Griechenland (IFPI)          | Gold                                                                   | 10.000     |
| Italien (FIMI)               | 4× Platin                                                              | 120.000    |
| Kanada (MC)                  | Gold                                                                   | 40.000     |
| Neuseeland (RMNZ)            | 5× Platin                                                              | 150.000    |
| Österreich (IFPI)            | Gold                                                                   | 15.000     |
| Polen (ZPAV)                 | Diamant                                                                | 250.000    |
| Portugal (AFP)               | 2× Platin                                                              | 20.000     |
| Schweden (IFPI)              | 6× Platin                                                              | 240.000    |
| Schweiz (IFPI)               | 4× Platin                                                              | 120.000    |
| Spanien (Promusicae)         | 2× Platin                                                              | 120.000    |
| Vereinigte Staaten (RIAA)    | Diamant                                                                | 10.000.000 |
| Vereinigtes Königreich (BPI) | 4× Platin                                                              | 2.400.000  |
| Insgesamt                    | 3× Gold · 40× Platin · 8× Diamant ·                                    | 17.000.369 |

### Stay(feat.Mikky Ekko)
| Land/Region                  | Auszeichnungen für Musikverkäufe (Land/Region, Auszeichnung, Verkäufe) | Verkäufe   |
| ---------------------------- | ---------------------------------------------------------------------- | ---------- |
| Australien (ARIA)            | 5× Platin                                                              | 350.000    |
| Belgien (BRMA)               | Platin                                                                 | 30.000     |
| Brasilien (PMB)              | 2× Diamant                                                             | 500.000    |
| Dänemark (IFPI)              | 3× Platin                                                              | 270.000    |
| Deutschland (BVMI)           | 3× Gold                                                                | 450.000    |
| Frankreich (SNEP)            | —                                                                      | 165.000    |
| Italien (FIMI)               | 2× Platin                                                              | 100.000    |
| Neuseeland (RMNZ)            | 6× Platin                                                              | 180.000    |
| Portugal (AFP)               | 2× Platin                                                              | 20.000     |
| Spanien (Promusicae)         | 2× Platin                                                              | 120.000    |
| Vereinigte Staaten (RIAA)    | 12× Platin                                                             | 12.000.000 |
| Vereinigtes Königreich (BPI) | 4× Platin                                                              | 2.400.000  |
| Insgesamt                    | 1× Gold · 28× Platin · 3× Diamant ·                                    | 16.585.000 |

### Nobody’s Business
| Land/Region                  | Auszeichnungen für Musikverkäufe (Land/Region, Auszeichnung, Verkäufe) | Verkäufe |
| ---------------------------- | ---------------------------------------------------------------------- | -------- |
| Vereinigtes Königreich (BPI) | Silber                                                                 | 200.000  |
| Insgesamt                    | 1× Silber ·                                                            | 200.000  |

### Pour It Up
| Land/Region                  | Auszeichnungen für Musikverkäufe (Land/Region, Auszeichnung, Verkäufe) | Verkäufe  |
| ---------------------------- | ---------------------------------------------------------------------- | --------- |
| Dänemark (IFPI)              | Gold                                                                   | 45.000    |
| Brasilien (PMB)              | 2× Platin                                                              | 120.000   |
| Neuseeland (RMNZ)            | Platin                                                                 | 30.000    |
| Vereinigte Staaten (RIAA)    | 3× Platin                                                              | 3.000.000 |
| Vereinigtes Königreich (BPI) | Gold                                                                   | 400.000   |
| Insgesamt                    | 2× Gold · 6× Platin ·                                                  | 3.595.000 |

### Loveeeeeee Song (feat.Future)
| Land/Region                  | Auszeichnungen für Musikverkäufe (Land/Region, Auszeichnung, Verkäufe) | Verkäufe  |
| ---------------------------- | ---------------------------------------------------------------------- | --------- |
| Brasilien (PMB)              | Gold                                                                   | 30.000    |
| Dänemark (IFPI)              | Gold                                                                   | 45.000    |
| Vereinigte Staaten (RIAA)    | Platin                                                                 | 1.000.000 |
| Vereinigtes Königreich (BPI) | Gold                                                                   | 400.000   |
| Insgesamt                    | 3× Gold · 1× Platin ·                                                  | 1.475.000 |

### Right Now (feat.David Guetta)
| Land/Region               | Auszeichnungen für Musikverkäufe (Land/Region, Auszeichnung, Verkäufe) | Verkäufe |
| ------------------------- | ---------------------------------------------------------------------- | -------- |
| Australien (ARIA)         | Platin                                                                 | 70.000   |
| Brasilien (PMB)           | Platin                                                                 | 60.000   |
| Schweden (IFPI)           | Platin                                                                 | 40.000   |
| Vereinigte Staaten (RIAA) | Gold                                                                   | 500.000  |
| Insgesamt                 | 1× Gold · 3× Platin ·                                                  | 670.000  |

### Bad (Remix) (Walefeat. Rihanna)
| Land/Region               | Auszeichnungen für Musikverkäufe (Land/Region, Auszeichnung, Verkäufe) | Verkäufe  |
| ------------------------- | ---------------------------------------------------------------------- | --------- |
| Vereinigte Staaten (RIAA) | 3× Platin                                                              | 3.000.000 |
| Insgesamt                 | 3× Platin ·                                                            | 3.000.000 |

### What Now
| Land/Region                  | Auszeichnungen für Musikverkäufe (Land/Region, Auszeichnung, Verkäufe) | Verkäufe  |
| ---------------------------- | ---------------------------------------------------------------------- | --------- |
| Australien (ARIA)            | Platin                                                                 | 70.000    |
| Brasilien (PMB)              | 2× Platin                                                              | 120.000   |
| Neuseeland (RMNZ)            | Platin                                                                 | 30.000    |
| Vereinigte Staaten (RIAA)    | Platin                                                                 | 1.000.000 |
| Vereinigtes Königreich (BPI) | Silber                                                                 | 200.000   |
| Insgesamt                    | 1× Silber · 5× Platin ·                                                | 1.420.000 |

### The Monster(Eminemfeat. Rihanna)
| Land/Region                  | Auszeichnungen für Musikverkäufe (Land/Region, Auszeichnung, Verkäufe) | Verkäufe   |
| ---------------------------- | ---------------------------------------------------------------------- | ---------- |
| Australien (ARIA)            | 11× Platin                                                             | 770.000    |
| Belgien (BRMA)               | Gold                                                                   | 15.000     |
| Brasilien (PMB)              | Diamant                                                                | 250.000    |
| Dänemark (IFPI)              | Gold                                                                   | 15.000     |
| Deutschland (BVMI)           | 3× Gold                                                                | 450.000    |
| Frankreich (SNEP)            | —                                                                      | 49.000     |
| Italien (FIMI)               | 3× Platin                                                              | 150.000    |
| Kanada (MC)                  | 2× Platin                                                              | 160.000    |
| Mexiko (AMPROFON)            | Platin                                                                 | 60.000     |
| Neuseeland (RMNZ)            | 4× Platin                                                              | 120.000    |
| Österreich (IFPI)            | Platin                                                                 | 30.000     |
| Portugal (AFP)               | Gold                                                                   | 5.000      |
| Schweden (IFPI)              | 5× Platin                                                              | 200.000    |
| Schweiz (IFPI)               | Platin                                                                 | 30.000     |
| Spanien (Promusicae)         | Platin                                                                 | 60.000     |
| Vereinigte Staaten (RIAA)    | 8× Platin                                                              | 8.000.000  |
| Vereinigtes Königreich (BPI) | 3× Platin                                                              | 1.800.000  |
| Insgesamt                    | 4× Gold · 41× Platin · 1× Diamant ·                                    | 12.164.000 |

### Jump
| Land/Region       | Auszeichnungen für Musikverkäufe (Land/Region, Auszeichnung, Verkäufe) | Verkäufe |
| ----------------- | ---------------------------------------------------------------------- | -------- |
| Australien (ARIA) | Platin                                                                 | 70.000   |
| Neuseeland (RMNZ) | Gold                                                                   | 7.500    |
| Insgesamt         | 1× Gold · 1× Platin ·                                                  | 77.500   |

### Can’t Remember to Forget You (Shakirafeat. Rihanna)
| Land/Region                  | Auszeichnungen für Musikverkäufe (Land/Region, Auszeichnung, Verkäufe) | Verkäufe  |
| ---------------------------- | ---------------------------------------------------------------------- | --------- |
| Australien (ARIA)            | Platin                                                                 | 70.000    |
| Brasilien (PMB)              | 2× Diamant                                                             | 500.000   |
| Deutschland (BVMI)           | Platin                                                                 | 300.000   |
| Frankreich (SNEP)            | —                                                                      | 43.200    |
| Italien (FIMI)               | Platin                                                                 | 30.000    |
| Kanada (MC)                  | 2× Platin                                                              | 160.000   |
| Mexiko (AMPROFON)            | Platin                                                                 | 60.000    |
| Neuseeland (RMNZ)            | Gold                                                                   | 7.500     |
| Norwegen (IFPI)              | 5× Platin                                                              | 50.000    |
| Schweden (IFPI)              | Platin                                                                 | 40.000    |
| Schweiz (IFPI)               | Gold                                                                   | 15.000    |
| Spanien (Promusicae)         | Platin                                                                 | 60.000    |
| Vereinigte Staaten (RIAA)    | —                                                                      | 376.000   |
| Vereinigtes Königreich (BPI) | Platin                                                                 | 600.000   |
| Insgesamt                    | 2× Gold · 14× Platin · 2× Diamant ·                                    | 2.311.700 |

### FourFiveSeconds(mitKanye West&Paul McCartney)
| Land/Region                  | Auszeichnungen für Musikverkäufe (Land/Region, Auszeichnung, Verkäufe) | Verkäufe  |
| ---------------------------- | ---------------------------------------------------------------------- | --------- |
| Australien (ARIA)            | 7× Platin                                                              | 490.000   |
| Belgien (BRMA)               | Platin                                                                 | 30.000    |
| Brasilien (PMB)              | 3× Platin                                                              | 180.000   |
| Dänemark (IFPI)              | 3× Platin                                                              | 270.000   |
| Deutschland (BVMI)           | 3× Gold                                                                | 600.000   |
| Frankreich (SNEP)            | Gold                                                                   | 75.000    |
| Italien (FIMI)               | 3× Platin                                                              | 150.000   |
| Kanada (MC)                  | —                                                                      | 310.000   |
| Neuseeland (RMNZ)            | 6× Platin                                                              | 180.000   |
| Österreich (IFPI)            | Gold                                                                   | 15.000    |
| Polen (ZPAV)                 | 3× Platin                                                              | 60.000    |
| Schweden (IFPI)              | 4× Platin                                                              | 160.000   |
| Schweiz (IFPI)               | Platin                                                                 | 30.000    |
| Spanien (Promusicae)         | Platin                                                                 | 40.000    |
| Vereinigte Staaten (RIAA)    | 5× Platin                                                              | 5.000.000 |
| Vereinigtes Königreich (BPI) | 3× Platin                                                              | 1.800.000 |
| Insgesamt                    | 3× Gold · 41× Platin ·                                                 | 9.390.000 |

### Bitch Better Have My Money
| Land/Region                  | Auszeichnungen für Musikverkäufe (Land/Region, Auszeichnung, Verkäufe) | Verkäufe  |
| ---------------------------- | ---------------------------------------------------------------------- | --------- |
| Australien (ARIA)            | Platin                                                                 | 70.000    |
| Brasilien (PMB)              | Diamant                                                                | 250.000   |
| Dänemark (IFPI)              | Platin                                                                 | 90.000    |
| Deutschland (BVMI)           | Gold                                                                   | 200.000   |
| Frankreich (SNEP)            | Gold                                                                   | 75.000    |
| Griechenland (IFPI)          | Gold                                                                   | 10.000    |
| Italien (FIMI)               | Platin                                                                 | 50.000    |
| Neuseeland (RMNZ)            | 2× Platin                                                              | 60.000    |
| Polen (ZPAV)                 | 2× Platin                                                              | 40.000    |
| Schweden (IFPI)              | Platin                                                                 | 40.000    |
| Spanien (Promusicae)         | Platin                                                                 | 60.000    |
| Vereinigte Staaten (RIAA)    | 4× Platin                                                              | 4.000.000 |
| Vereinigtes Königreich (BPI) | Platin                                                                 | 600.000   |
| Insgesamt                    | 3× Gold · 14× Platin · 1× Diamant ·                                    | 5.545.000 |

### American Oxygen
| Land/Region     | Auszeichnungen für Musikverkäufe (Land/Region, Auszeichnung, Verkäufe) | Verkäufe |
| --------------- | ---------------------------------------------------------------------- | -------- |
| Brasilien (PMB) | Gold                                                                   | 30.000   |
| Dänemark (IFPI) | Gold                                                                   | 30.000   |
| Polen (ZPAV)    | Gold                                                                   | 10.000   |
| Schweden (IFPI) | Platin                                                                 | 40.000   |
| Insgesamt       | 3× Gold · 1× Platin ·                                                  | 110.000  |

### Work(feat.Drake)
| Land/Region                  | Auszeichnungen für Musikverkäufe (Land/Region, Auszeichnung, Verkäufe) | Verkäufe   |
| ---------------------------- | ---------------------------------------------------------------------- | ---------- |
| Australien (ARIA)            | 2× Platin                                                              | 140.000    |
| Belgien (BRMA)               | Platin                                                                 | 30.000     |
| Brasilien (PMB)              | 4× Diamant                                                             | 1.000.000  |
| Dänemark (IFPI)              | 2× Platin                                                              | 180.000    |
| Deutschland (BVMI)           | Platin                                                                 | 400.000    |
| Frankreich (SNEP)            | Diamant                                                                | 233.333    |
| Italien (FIMI)               | 3× Platin                                                              | 150.000    |
| Kanada (MC)                  | 9× Platin                                                              | 720.000    |
| Neuseeland (RMNZ)            | 4× Platin                                                              | 120.000    |
| Polen (ZPAV)                 | 3× Platin                                                              | 150.000    |
| Portugal (AFP)               | Platin                                                                 | 10.000     |
| Schweden (IFPI)              | 4× Platin                                                              | 160.000    |
| Spanien (Promusicae)         | 2× Platin                                                              | 80.000     |
| Vereinigte Staaten (RIAA)    | Diamant                                                                | 10.000.000 |
| Vereinigtes Königreich (BPI) | 3× Platin                                                              | 1.950.000  |
| Insgesamt                    | 35× Platin · 6× Diamant ·                                              | 15.323.333 |

### Needed Me
| Land/Region                  | Auszeichnungen für Musikverkäufe (Land/Region, Auszeichnung, Verkäufe) | Verkäufe   |
| ---------------------------- | ---------------------------------------------------------------------- | ---------- |
| Australien (ARIA)            | Platin                                                                 | 70.000     |
| Brasilien (PMB)              | Diamant                                                                | 250.000    |
| Dänemark (IFPI)              | 2× Platin                                                              | 180.000    |
| Deutschland (BVMI)           | Gold                                                                   | 200.000    |
| Frankreich (SNEP)            | Diamant                                                                | 333.333    |
| Griechenland (IFPI)          | Gold                                                                   | 10.000     |
| Italien (FIMI)               | Platin                                                                 | 50.000     |
| Kanada (MC)                  | 7× Platin                                                              | 560.000    |
| Neuseeland (RMNZ)            | 6× Platin                                                              | 180.000    |
| Polen (ZPAV)                 | 2× Platin                                                              | 100.000    |
| Portugal (AFP)               | 2× Platin                                                              | 20.000     |
| Schweden (IFPI)              | 2× Platin                                                              | 80.000     |
| Spanien (Promusicae)         | Platin                                                                 | 60.000     |
| Vereinigte Staaten (RIAA)    | Diamant                                                                | 10.000.000 |
| Vereinigtes Königreich (BPI) | 2× Platin                                                              | 1.200.000  |
| Insgesamt                    | 2× Gold · 26× Platin · 3× Diamant ·                                    | 13.293.333 |

### Kiss It Better
| Land/Region                  | Auszeichnungen für Musikverkäufe (Land/Region, Auszeichnung, Verkäufe) | Verkäufe  |
| ---------------------------- | ---------------------------------------------------------------------- | --------- |
| Brasilien (PMB)              | 2× Platin                                                              | 120.000   |
| Dänemark (IFPI)              | Gold                                                                   | 45.000    |
| Frankreich (SNEP)            | Gold                                                                   | 100.000   |
| Kanada (MC)                  | 2× Platin                                                              | 160.000   |
| Neuseeland (RMNZ)            | 2× Platin                                                              | 60.000    |
| Polen (ZPAV)                 | Gold                                                                   | 25.000    |
| Vereinigte Staaten (RIAA)    | 3× Platin                                                              | 3.000.000 |
| Vereinigtes Königreich (BPI) | Platin                                                                 | 600.000   |
| Insgesamt                    | 3× Gold · 10× Platin ·                                                 | 4.110.000 |

### Sledgehammer
| Land/Region     | Auszeichnungen für Musikverkäufe (Land/Region, Auszeichnung, Verkäufe) | Verkäufe |
| --------------- | ---------------------------------------------------------------------- | -------- |
| Brasilien (PMB) | Gold                                                                   | 30.000   |
| Insgesamt       | 1× Gold ·                                                              | 30.000   |

### This Is What You Came For (Calvin Harrisfeat. Rihanna)
| Land/Region                  | Auszeichnungen für Musikverkäufe (Land/Region, Auszeichnung, Verkäufe) | Verkäufe   |
| ---------------------------- | ---------------------------------------------------------------------- | ---------- |
| Australien (ARIA)            | 12× Platin                                                             | 840.000    |
| Belgien (BRMA)               | 2× Platin                                                              | 60.000     |
| Brasilien (PMB)              | 3× Diamant                                                             | 750.000    |
| Dänemark (IFPI)              | 3× Platin                                                              | 270.000    |
| Deutschland (BVMI)           | 3× Gold                                                                | 600.000    |
| Frankreich (SNEP)            | Diamant                                                                | 233.333    |
| Italien (FIMI)               | 5× Platin                                                              | 250.000    |
| Kanada (MC)                  | 4× Platin                                                              | 320.000    |
| Mexiko (AMPROFON)            | 2× Diamant · + 3× Gold                                                 | 690.000    |
| Neuseeland (RMNZ)            | 6× Platin                                                              | 180.000    |
| Österreich (IFPI)            | Platin                                                                 | 30.000     |
| Polen (ZPAV)                 | 2× Diamant                                                             | 200.000    |
| Portugal (AFP)               | 2× Platin                                                              | 20.000     |
| Schweden (IFPI)              | 4× Platin                                                              | 160.000    |
| Spanien (Promusicae)         | 3× Platin                                                              | 180.000    |
| Vereinigte Staaten (RIAA)    | 8× Platin                                                              | 8.000.000  |
| Vereinigtes Königreich (BPI) | 4× Platin                                                              | 2.400.000  |
| Insgesamt                    | 2× Gold · 56× Platin · 8× Diamant ·                                    | 15.183.333 |

### Nothing Is Promised (Mike Will Made Itfeat. Rihanna)
| Land/Region               | Auszeichnungen für Musikverkäufe (Land/Region, Auszeichnung, Verkäufe) | Verkäufe |
| ------------------------- | ---------------------------------------------------------------------- | -------- |
| Vereinigte Staaten (RIAA) | Gold                                                                   | 500.000  |
| Insgesamt                 | 1× Gold ·                                                              | 500.000  |

### Too Good (Drakefeat. Rihanna)
| Land/Region                  | Auszeichnungen für Musikverkäufe (Land/Region, Auszeichnung, Verkäufe) | Verkäufe  |
| ---------------------------- | ---------------------------------------------------------------------- | --------- |
| Australien (ARIA)            | 6× Platin                                                              | 420.000   |
| Belgien (BRMA)               | Platin                                                                 | 30.000    |
| Brasilien (PMB)              | Platin                                                                 | 60.000    |
| Dänemark (IFPI)              | 2× Platin                                                              | 180.000   |
| Deutschland (BVMI)           | Gold                                                                   | 200.000   |
| Frankreich (SNEP)            | Platin                                                                 | 133.333   |
| Italien (FIMI)               | 2× Platin                                                              | 100.000   |
| Kanada (MC)                  | 4× Platin                                                              | 320.000   |
| Mexiko (AMPROFON)            | 3× Gold                                                                | 90.000    |
| Neuseeland (RMNZ)            | 3× Platin                                                              | 90.000    |
| Portugal (AFP)               | 2× Platin                                                              | 20.000    |
| Schweden (IFPI)              | 3× Platin                                                              | 120.000   |
| Spanien (Promusicae)         | Platin                                                                 | 60.000    |
| Vereinigte Staaten (RIAA)    | 5× Platin                                                              | 5.000.000 |
| Vereinigtes Königreich (BPI) | 3× Platin                                                              | 1.800.000 |
| Insgesamt                    | 2× Gold · 35× Platin ·                                                 | 8.623.333 |

### Famous (Kanye Westfeat. Rihanna)
| Land/Region                  | Auszeichnungen für Musikverkäufe (Land/Region, Auszeichnung, Verkäufe) | Verkäufe  |
| ---------------------------- | ---------------------------------------------------------------------- | --------- |
| Australien (ARIA)            | Gold                                                                   | 35.000    |
| Brasilien (PMB)              | Gold                                                                   | 30.000    |
| Dänemark (IFPI)              | Platin                                                                 | 90.000    |
| Deutschland (BVMI)           | Gold                                                                   | 200.000   |
| Frankreich (SNEP)            | Gold                                                                   | 100.000   |
| Italien (FIMI)               | Gold                                                                   | 25.000    |
| Kanada (MC)                  | Platin                                                                 | 80.000    |
| Neuseeland (RMNZ)            | 2× Platin                                                              | 60.000    |
| Schweden (IFPI)              | Platin                                                                 | 40.000    |
| Vereinigte Staaten (RIAA)    | 2× Platin                                                              | 2.000.000 |
| Vereinigtes Königreich (BPI) | Platin                                                                 | 600.000   |
| Insgesamt                    | 5× Gold · 8× Platin ·                                                  | 3.260.000 |

### Love on the Brain
| Land/Region                  | Auszeichnungen für Musikverkäufe (Land/Region, Auszeichnung, Verkäufe) | Verkäufe   |
| ---------------------------- | ---------------------------------------------------------------------- | ---------- |
| Belgien (BRMA)               | Gold                                                                   | 15.000     |
| Brasilien (PMB)              | Diamant                                                                | 250.000    |
| Dänemark (IFPI)              | 2× Platin                                                              | 180.000    |
| Deutschland (BVMI)           | Platin                                                                 | 600.000    |
| Frankreich (SNEP)            | Diamant                                                                | 333.333    |
| Griechenland (IFPI)          | Platin                                                                 | 20.000     |
| Italien (FIMI)               | Platin                                                                 | 100.000    |
| Kanada (MC)                  | 7× Platin                                                              | 560.000    |
| Neuseeland (RMNZ)            | 6× Platin                                                              | 180.000    |
| Polen (ZPAV)                 | Diamant                                                                | 250.000    |
| Portugal (AFP)               | 2× Platin                                                              | 20.000     |
| Schweden (IFPI)              | Gold                                                                   | 20.000     |
| Spanien (Promusicae)         | 2× Platin                                                              | 120.000    |
| Vereinigte Staaten (RIAA)    | 7× Platin                                                              | 7.000.000  |
| Vereinigtes Königreich (BPI) | 2× Platin                                                              | 1.200.000  |
| Insgesamt                    | 2× Gold · 31× Platin · 3× Diamant ·                                    | 10.848.333 |

### Sex with Me
| Land/Region                  | Auszeichnungen für Musikverkäufe (Land/Region, Auszeichnung, Verkäufe) | Verkäufe  |
| ---------------------------- | ---------------------------------------------------------------------- | --------- |
| Brasilien (PMB)              | Gold                                                                   | 30.000    |
| Dänemark (IFPI)              | Gold                                                                   | 45.000    |
| Frankreich (SNEP)            | Gold                                                                   | 100.000   |
| Neuseeland (RMNZ)            | Platin                                                                 | 30.000    |
| Vereinigte Staaten (RIAA)    | 3× Platin                                                              | 3.000.000 |
| Vereinigtes Königreich (BPI) | Gold                                                                   | 400.000   |
| Insgesamt                    | 4× Gold · 4× Platin ·                                                  | 3.605.000 |

### Selfish (Futurefeat. Rihanna)
| Land/Region               | Auszeichnungen für Musikverkäufe (Land/Region, Auszeichnung, Verkäufe) | Verkäufe  |
| ------------------------- | ---------------------------------------------------------------------- | --------- |
| Australien (ARIA)         | Platin                                                                 | 70.000    |
| Dänemark (IFPI)           | Gold                                                                   | 45.000    |
| Kanada (MC)               | 2× Platin                                                              | 160.000   |
| Neuseeland (RMNZ)         | Platin                                                                 | 30.000    |
| Schweden (IFPI)           | Gold                                                                   | 20.000    |
| Vereinigte Staaten (RIAA) | Platin                                                                 | 1.000.000 |
| Insgesamt                 | 2× Gold · 5× Platin ·                                                  | 1.325.000 |

### Wild Thoughts(DJ Khaledfeat. Rihanna & Bryson Tiller)
| Land/Region                  | Auszeichnungen für Musikverkäufe (Land/Region, Auszeichnung, Verkäufe) | Verkäufe   |
| ---------------------------- | ---------------------------------------------------------------------- | ---------- |
| Australien (ARIA)            | 7× Platin                                                              | 490.000    |
| Belgien (BRMA)               | Platin                                                                 | 30.000     |
| Brasilien (PMB)              | Diamant                                                                | 160.000    |
| Dänemark (IFPI)              | 2× Platin                                                              | 180.000    |
| Deutschland (BVMI)           | 3× Gold                                                                | 600.000    |
| Frankreich (SNEP)            | Diamant                                                                | 233.333    |
| Italien (FIMI)               | 2× Platin                                                              | 100.000    |
| Kanada (MC)                  | 5× Platin                                                              | 400.000    |
| Mexiko (AMPROFON)            | 3× Gold                                                                | 90.000     |
| Neuseeland (RMNZ)            | 6× Platin                                                              | 180.000    |
| Österreich (IFPI)            | Gold                                                                   | 15.000     |
| Polen (ZPAV)                 | 3× Platin                                                              | 60.000     |
| Portugal (AFP)               | 2× Platin                                                              | 20.000     |
| Schweden (IFPI)              | 3× Platin                                                              | 120.000    |
| Schweiz (IFPI)               | Platin                                                                 | 20.000     |
| Spanien (Promusicae)         | Platin                                                                 | 40.000     |
| Vereinigte Staaten (RIAA)    | 8× Platin                                                              | 8.000.000  |
| Vereinigtes Königreich (BPI) | 3× Platin                                                              | 1.800.000  |
| Insgesamt                    | 3× Gold · 46× Platin · 2× Diamant ·                                    | 12.538.333 |

### Loyalty. (Kendrick Lamarfeat. Rihanna)
| Land/Region                  | Auszeichnungen für Musikverkäufe (Land/Region, Auszeichnung, Verkäufe) | Verkäufe  |
| ---------------------------- | ---------------------------------------------------------------------- | --------- |
| Australien (ARIA)            | 3× Platin                                                              | 210.000   |
| Brasilien (PMB)              | Platin                                                                 | 40.000    |
| Dänemark (IFPI)              | Gold                                                                   | 45.000    |
| Frankreich (SNEP)            | Gold                                                                   | 100.000   |
| Kanada (MC)                  | 3× Platin                                                              | 240.000   |
| Neuseeland (RMNZ)            | 3× Platin                                                              | 90.000    |
| Vereinigte Staaten (RIAA)    | 2× Platin                                                              | 2.000.000 |
| Vereinigtes Königreich (BPI) | Gold                                                                   | 400.000   |
| Insgesamt                    | 3× Gold · 12× Platin ·                                                 | 3.125.000 |

### Lemon (N.E.R.Dfeat. Rihanna)
| Land/Region                  | Auszeichnungen für Musikverkäufe (Land/Region, Auszeichnung, Verkäufe) | Verkäufe  |
| ---------------------------- | ---------------------------------------------------------------------- | --------- |
| Australien (ARIA)            | Platin                                                                 | 70.000    |
| Kanada (MC)                  | 2× Platin                                                              | 160.000   |
| Neuseeland (RMNZ)            | 2× Platin                                                              | 60.000    |
| Polen (ZPAV)                 | Gold                                                                   | 10.000    |
| Vereinigte Staaten (RIAA)    | 3× Platin                                                              | 3.000.000 |
| Vereinigtes Königreich (BPI) | Gold                                                                   | 400.000   |
| Insgesamt                    | 2× Gold · 8× Platin ·                                                  | 3.700.000 |

### Consideration
| Land/Region                  | Auszeichnungen für Musikverkäufe (Land/Region, Auszeichnung, Verkäufe) | Verkäufe  |
| ---------------------------- | ---------------------------------------------------------------------- | --------- |
| Brasilien (PMB)              | Platin                                                                 | 60.000    |
| Frankreich (SNEP)            | Gold                                                                   | 100.000   |
| Neuseeland (RMNZ)            | Platin                                                                 | 30.000    |
| Vereinigte Staaten (RIAA)    | Platin                                                                 | 1.000.000 |
| Vereinigtes Königreich (BPI) | Gold                                                                   | 400.000   |
| Insgesamt                    | 2× Gold · 3× Platin ·                                                  | 1.590.000 |

### Believe It (PartyNextDoorfeat. Rihanna)
| Land/Region                  | Auszeichnungen für Musikverkäufe (Land/Region, Auszeichnung, Verkäufe) | Verkäufe  |
| ---------------------------- | ---------------------------------------------------------------------- | --------- |
| Brasilien (PMB)              | Gold                                                                   | 20.000    |
| Dänemark (IFPI)              | Gold                                                                   | 45.000    |
| Neuseeland (RMNZ)            | Gold                                                                   | 15.000    |
| Portugal (AFP)               | Gold                                                                   | 5.000     |
| Vereinigte Staaten (RIAA)    | Platin                                                                 | 1.000.000 |
| Vereinigtes Königreich (BPI) | Platin                                                                 | 600.000   |
| Insgesamt                    | 5× Gold · 2× Platin ·                                                  | 1.685.000 |

### Lift Me Up
| Land/Region                  | Auszeichnungen für Musikverkäufe (Land/Region, Auszeichnung, Verkäufe) | Verkäufe  |
| ---------------------------- | ---------------------------------------------------------------------- | --------- |
| Belgien (BRMA)               | Gold                                                                   | 20.000    |
| Brasilien (PMB)              | Platin                                                                 | 80.000    |
| Dänemark (IFPI)              | Gold                                                                   | 45.000    |
| Frankreich (SNEP)            | Diamant                                                                | 333.333   |
| Italien (FIMI)               | Gold                                                                   | 50.000    |
| Kanada (MC)                  | 2× Platin                                                              | 160.000   |
| Neuseeland (RMNZ)            | Gold                                                                   | 15.000    |
| Polen (ZPAV)                 | Platin                                                                 | 50.000    |
| Portugal (AFP)               | Gold                                                                   | 5.000     |
| Spanien (Promusicae)         | Gold                                                                   | 30.000    |
| Vereinigte Staaten (RIAA)    | Platin                                                                 | 1.000.000 |
| Vereinigtes Königreich (BPI) | Gold                                                                   | 400.000   |
| Insgesamt                    | 7× Gold · 5× Platin · 1× Diamant ·                                     | 2.188.333 |

## Auszeichnungen nach Liedern

### Stupid In Love
| Land/Region     | Auszeichnungen für Musikverkäufe (Land/Region, Auszeichnung, Verkäufe) | Verkäufe |
| --------------- | ---------------------------------------------------------------------- | -------- |
| Südkorea (KMCA) | —                                                                      | 293.004  |
| Insgesamt       | —                                                                      | 293.004  |

### Love The Way You Lie (Part II)
| Land/Region                  | Auszeichnungen für Musikverkäufe (Land/Region, Auszeichnung, Verkäufe) | Verkäufe  |
| ---------------------------- | ---------------------------------------------------------------------- | --------- |
| Brasilien (PMB)              | Gold                                                                   | 30.000    |
| Neuseeland (RMNZ)            | Gold                                                                   | 15.000    |
| Südkorea (KMCA)              | —                                                                      | 127.248   |
| Vereinigte Staaten (RIAA)    | Gold                                                                   | 500.000   |
| Vereinigtes Königreich (BPI) | Gold                                                                   | 400.000   |
| Insgesamt                    | 4× Gold ·                                                              | 1.072.248 |

### Cockiness (Love It)
| Land/Region               | Auszeichnungen für Musikverkäufe (Land/Region, Auszeichnung, Verkäufe) | Verkäufe  |
| ------------------------- | ---------------------------------------------------------------------- | --------- |
| Vereinigte Staaten (RIAA) | Platin                                                                 | 1.000.000 |
| Insgesamt                 | 1× Platin ·                                                            | 1.000.000 |

### Desperado
| Land/Region                  | Auszeichnungen für Musikverkäufe (Land/Region, Auszeichnung, Verkäufe) | Verkäufe  |
| ---------------------------- | ---------------------------------------------------------------------- | --------- |
| Brasilien (PMB)              | Platin                                                                 | 60.000    |
| Dänemark (IFPI)              | Gold                                                                   | 45.000    |
| Frankreich (SNEP)            | Gold                                                                   | 100.000   |
| Neuseeland (RMNZ)            | Platin                                                                 | 30.000    |
| Polen (ZPAV)                 | Gold                                                                   | 25.000    |
| Vereinigte Staaten (RIAA)    | 2× Platin                                                              | 2.000.000 |
| Vereinigtes Königreich (BPI) | Gold                                                                   | 400.000   |
| Insgesamt                    | 4× Gold · 4× Platin ·                                                  | 2.660.000 |

### Never Ending
| Land/Region               | Auszeichnungen für Musikverkäufe (Land/Region, Auszeichnung, Verkäufe) | Verkäufe |
| ------------------------- | ---------------------------------------------------------------------- | -------- |
| Vereinigte Staaten (RIAA) | Gold                                                                   | 500.000  |
| Insgesamt                 | 1× Gold ·                                                              | 500.000  |

### James Joint
| Land/Region               | Auszeichnungen für Musikverkäufe (Land/Region, Auszeichnung, Verkäufe) | Verkäufe |
| ------------------------- | ---------------------------------------------------------------------- | -------- |
| Vereinigte Staaten (RIAA) | Gold                                                                   | 500.000  |
| Insgesamt                 | 1× Gold ·                                                              | 500.000  |

### Higher
| Land/Region               | Auszeichnungen für Musikverkäufe (Land/Region, Auszeichnung, Verkäufe) | Verkäufe  |
| ------------------------- | ---------------------------------------------------------------------- | --------- |
| Vereinigte Staaten (RIAA) | Platin                                                                 | 1.000.000 |
| Insgesamt                 | 1× Platin ·                                                            | 1.000.000 |

### Close To You
| Land/Region               | Auszeichnungen für Musikverkäufe (Land/Region, Auszeichnung, Verkäufe) | Verkäufe |
| ------------------------- | ---------------------------------------------------------------------- | -------- |
| Vereinigte Staaten (RIAA) | Gold                                                                   | 500.000  |
| Insgesamt                 | 1× Gold ·                                                              | 500.000  |

### Woo
| Land/Region                  | Auszeichnungen für Musikverkäufe (Land/Region, Auszeichnung, Verkäufe) | Verkäufe |
| ---------------------------- | ---------------------------------------------------------------------- | -------- |
| Brasilien (PMB)              | Gold                                                                   | 30.000   |
| Vereinigte Staaten (RIAA)    | Gold                                                                   | 500.000  |
| Vereinigtes Königreich (BPI) | Silber                                                                 | 200.000  |
| Insgesamt                    | 1× Silber · 2× Gold ·                                                  | 730.000  |

### Skin
| Land/Region                  | Auszeichnungen für Musikverkäufe (Land/Region, Auszeichnung, Verkäufe) | Verkäufe |
| ---------------------------- | ---------------------------------------------------------------------- | -------- |
| Brasilien (PMB)              | Gold                                                                   | 30.000   |
| Vereinigte Staaten (RIAA)    | Gold                                                                   | 500.000  |
| Vereinigtes Königreich (BPI) | Silber                                                                 | 200.000  |
| Insgesamt                    | 1× Silber · 2× Gold ·                                                  | 730.000  |

### Dancing In The Dark
| Land/Region               | Auszeichnungen für Musikverkäufe (Land/Region, Auszeichnung, Verkäufe) | Verkäufe  |
| ------------------------- | ---------------------------------------------------------------------- | --------- |
| Vereinigte Staaten (RIAA) | Platin                                                                 | 1.000.000 |
| Insgesamt                 | 1× Platin ·                                                            | 1.000.000 |

### Yeah, I Said It
| Land/Region                  | Auszeichnungen für Musikverkäufe (Land/Region, Auszeichnung, Verkäufe) | Verkäufe  |
| ---------------------------- | ---------------------------------------------------------------------- | --------- |
| Brasilien (PMB)              | Gold                                                                   | 30.000    |
| Vereinigte Staaten (RIAA)    | Platin                                                                 | 1.000.000 |
| Vereinigtes Königreich (BPI) | Silber                                                                 | 200.000   |
| Insgesamt                    | 1× Silber · 1× Gold · 1× Platin ·                                      | 1.230.000 |

### Same Ol’ Mistakes
| Land/Region               | Auszeichnungen für Musikverkäufe (Land/Region, Auszeichnung, Verkäufe) | Verkäufe  |
| ------------------------- | ---------------------------------------------------------------------- | --------- |
| Brasilien (PMB)           | Gold                                                                   | 30.000    |
| Vereinigte Staaten (RIAA) | Platin                                                                 | 1.000.000 |
| Insgesamt                 | 1× Gold · 1× Platin ·                                                  | 1.030.000 |

## Auszeichnungen nach Musikstreamings

### Run This Town
| Land/Region     | Auszeichnungen für Musikverkäufe (Land/Region, Auszeichnung, Verkäufe) | Verkäufe |
| --------------- | ---------------------------------------------------------------------- | -------- |
| Dänemark (IFPI) | Gold                                                                   | 900.000  |
| Insgesamt       | 1× Gold ·                                                              | 900.000  |

### Only Girl (In the World)
| Land/Region     | Auszeichnungen für Musikverkäufe (Land/Region, Auszeichnung, Verkäufe) | Verkäufe |
| --------------- | ---------------------------------------------------------------------- | -------- |
| Dänemark (IFPI) | Gold                                                                   | 50.000   |
| Insgesamt       | 1× Gold ·                                                              | 50.000   |

### S&M
| Land/Region     | Auszeichnungen für Musikverkäufe (Land/Region, Auszeichnung, Verkäufe) | Verkäufe |
| --------------- | ---------------------------------------------------------------------- | -------- |
| Dänemark (IFPI) | Platin                                                                 | 100.000  |
| Insgesamt       | 1× Platin ·                                                            | 100.000  |

### Love the Way You Lie(Eminemfeat. Rihanna)
| Land/Region     | Auszeichnungen für Musikverkäufe (Land/Region, Auszeichnung, Verkäufe) | Verkäufe |
| --------------- | ---------------------------------------------------------------------- | -------- |
| Dänemark (IFPI) | Gold                                                                   | 50.000   |
| Insgesamt       | 1× Gold ·                                                              | 50.000   |

### We Found Love(feat.Calvin Harris)
| Land/Region     | Auszeichnungen für Musikverkäufe (Land/Region, Auszeichnung, Verkäufe) | Verkäufe  |
| --------------- | ---------------------------------------------------------------------- | --------- |
| Dänemark (IFPI) | 2× Platin                                                              | 1.800.000 |
| Insgesamt       | 2× Platin ·                                                            | 1.800.000 |

### You da One
| Land/Region     | Auszeichnungen für Musikverkäufe (Land/Region, Auszeichnung, Verkäufe) | Verkäufe |
| --------------- | ---------------------------------------------------------------------- | -------- |
| Dänemark (IFPI) | Gold                                                                   | 900.000  |
| Insgesamt       | 1× Gold ·                                                              | 900.000  |

### Princess of China(Coldplayfeat. Rihanna)
| Land/Region     | Auszeichnungen für Musikverkäufe (Land/Region, Auszeichnung, Verkäufe) | Verkäufe  |
| --------------- | ---------------------------------------------------------------------- | --------- |
| Dänemark (IFPI) | Platin                                                                 | 1.800.000 |
| Insgesamt       | 1× Platin ·                                                            | 1.800.000 |

### Take Cake (Drakefeat. Rihanna)
| Land/Region     | Auszeichnungen für Musikverkäufe (Land/Region, Auszeichnung, Verkäufe) | Verkäufe |
| --------------- | ---------------------------------------------------------------------- | -------- |
| Dänemark (IFPI) | Platin                                                                 | 900.000  |
| Insgesamt       | 1× Platin ·                                                            | 900.000  |

### Where Have You Been
| Land/Region     | Auszeichnungen für Musikverkäufe (Land/Region, Auszeichnung, Verkäufe) | Verkäufe  |
| --------------- | ---------------------------------------------------------------------- | --------- |
| Dänemark (IFPI) | Platin                                                                 | 1.800.000 |
| Insgesamt       | 1× Platin ·                                                            | 1.800.000 |

### Diamonds
| Land/Region          | Auszeichnungen für Musikverkäufe (Land/Region, Auszeichnung, Verkäufe) | Verkäufe   |
| -------------------- | ---------------------------------------------------------------------- | ---------- |
| Dänemark (IFPI)      | 4× Platin                                                              | 7.200.000  |
| Spanien (Promusicae) | Gold                                                                   | 4.000.000  |
| Insgesamt            | 1× Gold · 4× Platin ·                                                  | 11.200.000 |

### Right Now (feat.David Guetta)
| Land/Region     | Auszeichnungen für Musikverkäufe (Land/Region, Auszeichnung, Verkäufe) | Verkäufe |
| --------------- | ---------------------------------------------------------------------- | -------- |
| Dänemark (IFPI) | Gold                                                                   | 900.000  |
| Insgesamt       | 1× Gold ·                                                              | 900.000  |

### What Now
| Land/Region     | Auszeichnungen für Musikverkäufe (Land/Region, Auszeichnung, Verkäufe) | Verkäufe |
| --------------- | ---------------------------------------------------------------------- | -------- |
| Dänemark (IFPI) | Gold                                                                   | 900.000  |
| Insgesamt       | 1× Gold ·                                                              | 900.000  |

### The Monster(Eminemfeat. Rihanna)
| Land/Region          | Auszeichnungen für Musikverkäufe (Land/Region, Auszeichnung, Verkäufe) | Verkäufe   |
| -------------------- | ---------------------------------------------------------------------- | ---------- |
| Dänemark (IFPI)      | 3× Platin                                                              | 5.400.000  |
| Spanien (Promusicae) | Platin                                                                 | 8.000.000  |
| Insgesamt            | 4× Platin ·                                                            | 13.400.000 |

### Can’t Remember to Forget You (Shakirafeat. Rihanna)
| Land/Region          | Auszeichnungen für Musikverkäufe (Land/Region, Auszeichnung, Verkäufe) | Verkäufe   |
| -------------------- | ---------------------------------------------------------------------- | ---------- |
| Dänemark (IFPI)      | Platin                                                                 | 2.600.000  |
| Spanien (Promusicae) | Platin                                                                 | 8.000.000  |
| Insgesamt            | 2× Platin ·                                                            | 10.600.000 |

## Auszeichnungen nach Videoalben

### Good Girl Gone Bad Live
| Land/Region               | Auszeichnungen für Musikverkäufe (Land/Region, Auszeichnung, Verkäufe) | Verkäufe |
| ------------------------- | ---------------------------------------------------------------------- | -------- |
| Australien (ARIA)         | Platin                                                                 | 15.000   |
| Brasilien (PMB)           | Gold                                                                   | 15.000   |
| Vereinigte Staaten (RIAA) | Gold                                                                   | 50.000   |
| Insgesamt                 | 2× Gold · 1× Platin ·                                                  | 80.000   |

### Loud Tour Live at the O₂
| Land/Region     | Auszeichnungen für Musikverkäufe (Land/Region, Auszeichnung, Verkäufe) | Verkäufe |
| --------------- | ---------------------------------------------------------------------- | -------- |
| Brasilien (PMB) | Gold                                                                   | 15.000   |
| Insgesamt       | 1× Gold ·                                                              | 15.000   |

### Rihanna 777: Documentary – 7Countries 7Days 7Shows
| Land/Region     | Auszeichnungen für Musikverkäufe (Land/Region, Auszeichnung, Verkäufe) | Verkäufe |
| --------------- | ---------------------------------------------------------------------- | -------- |
| Brasilien (PMB) | Gold                                                                   | 15.000   |
| Insgesamt       | 1× Gold ·                                                              | 15.000   |

## Statistik und Quellen
| Land/RegionAuszeichnungen für Musikverkäufe (Land/Region, Auszeichnungen, Verkäufe, Quellen) | Silber     | Gold         | Platin           | Diamant       | Verkäufe    | Quellen                                                   |
| -------------------------------------------------------------------------------------------- | ---------- | ------------ | ---------------- | ------------- | ----------- | --------------------------------------------------------- |
| Australien (ARIA)                                                                            | —          | 3× Gold3     | 178× Platin178   | —             | 12.510.000  | aria.com.au                                               |
| Belgien (BRMA)                                                                               | —          | 14× Gold14   | 18× Platin18     | —             | 815.000     | ultratop.be                                               |
| Brasilien (PMB)                                                                              | —          | 23× Gold23   | 34× Platin34     | 53× Diamant53 | 15.545.000  | pro-musicabr.org.br                                       |
| Dänemark (IFPI)                                                                              | —          | 28× Gold28   | 82× Platin82     | —             | 4.870.000   | ifpi.dk                                                   |
| Deutschland (BVMI)                                                                           | —          | 32× Gold32   | 38× Platin38     | —             | 16.600.000  | musikindustrie.de                                         |
| Europa (IFPI)                                                                                | —          | —            | 9× Platin9       | —             | (9.000.000) | ifpi.org (Memento vom 1. Januar 2014 im Internet Archive) |
| Finnland (IFPI)                                                                              | —          | 4× Gold4     | 2× Platin2       | —             | 70.019      | ifpi.fi FI2                                               |
| Frankreich (SNEP)                                                                            | —          | 8× Gold8     | 6× Platin6       | 6× Diamant6   | 5.388.031   | infodisc.fr snepmusique.com                               |
| Golf-Kooperationsrat (IFPI)                                                                  | —          | 2× Gold2     | Platin1          | —             | 12.000      | ifpi.org                                                  |
| Griechenland (IFPI)                                                                          | —          | 8× Gold8     | 2× Platin2       | —             | 115.000     | Einzelnachweise                                           |
| Indonesien (ASIRI)                                                                           | —          | —            | Platin1          | —             | 15.000      | Einzelnachweise                                           |
| Irland (IRMA)                                                                                | —          | —            | 16× Platin16     | —             | 240.000     | irishcharts.ie                                            |
| Italien (FIMI)                                                                               | —          | 11× Gold11   | 50× Platin50     | —             | 2.905.580   | fimi.it                                                   |
| Japan (RIAJ)                                                                                 | —          | 9× Gold9     | 2× Platin2       | —             | 1.400.000   | riaj.or.jp JP2                                            |
| Kanada (MC)                                                                                  | —          | 2× Gold2     | 72× Platin72     | —             | 6.601.000   | musiccanada.com                                           |
| Kolumbien (ASINCOL)                                                                          | —          | —            | Platin1          | —             | 10.000      | Einzelnachweise                                           |
| Mexiko (AMPROFON)                                                                            | —          | 6× Gold6     | 6× Platin6       | 2× Diamant2   | 1.160.000   | amprofon.com.mx                                           |
| Neuseeland (RMNZ)                                                                            | —          | 11× Gold11   | 151× Platin151   | —             | 4.035.000   | aotearoamusiccharts.co.nz NZ2 NZ3 NZ4                     |
| Niederlande (NVPI)                                                                           | —          | Gold1        | Platin1          | —             | 60.000      | nvpi.nl                                                   |
| Norwegen (IFPI)                                                                              | —          | Gold1        | 5× Platin5       | —             | 65.000      | ifpi.no NO2                                               |
| Österreich (IFPI)                                                                            | —          | 6× Gold6     | 9× Platin9       | —             | 315.000     | ifpi.at                                                   |
| Polen (ZPAV)                                                                                 | —          | 6× Gold6     | 27× Platin27     | 4× Diamant4   | 1.510.000   | olis.pl                                                   |
| Portugal (AFP)                                                                               | —          | 6× Gold6     | 18× Platin18     | —             | 220.000     | Einzelnachweise                                           |
| Russland (NFPF)                                                                              | —          | 2× Gold2     | 8× Platin8       | —             | 720.000     | 2m-online.ru                                              |
| Schweden (IFPI)                                                                              | —          | 11× Gold11   | 64× Platin64     | —             | 2.750.000   | sverigetopplistan.se                                      |
| Schweiz (IFPI)                                                                               | —          | 9× Gold9     | 24× Platin24     | —             | 845.000     | hitparade.ch                                              |
| Singapur (RIAS)                                                                              | —          | 3× Gold3     | 3× Platin3       | —             | 45.000      | rias.org.sg                                               |
| Spanien (Promusicae)                                                                         | —          | 12× Gold12   | 49× Platin49     | —             | 2.200.000   | elportaldemusica.es ES2                                   |
| Südafrika (RISA)                                                                             | —          | —            | 2× Platin2       | —             | 80.000      | Einzelnachweise                                           |
| Südkorea (KMCA)                                                                              | —          | —            | —                | —             | 2.998.292   | Einzelnachweise                                           |
| Ungarn (MAHASZ)                                                                              | —          | 4× Gold4     | Platin1          | —             | 14.000      | slagerlistak.hu                                           |
| Vereinigte Staaten (RIAA)                                                                    | —          | 15× Gold15   | 232× Platin232   | 7× Diamant7   | 310.097.000 | riaa.com                                                  |
| Vereinigtes Königreich (BPI)                                                                 | 7× Silber7 | 15× Gold15   | 120× Platin120   | —             | 71.523.500  | bpi.co.uk                                                 |
| Insgesamt                                                                                    | 7× Silber7 | 252× Gold252 | 1232× Platin1232 | 72× Diamant72 |             |                                                           |